# 일본 시리즈
일본 선수권 시리즈(일본어: 日本選手権シリーズ 닛폰센슈켄시리즈[*], 영어: Japan Championship Series)는 일본 프로 야구의 센트럴 리그와 퍼시픽 리그 각각의 클라이맥스 시리즈 우승팀이 우승을 결정짓는 시리즈 경기이다. 통칭으로 일본 시리즈(日本シリーズ 니혼시리즈, 닛폰시리즈[*], Nippon Series)라고 부르며, 정식 명칭은 프로 야구 일본 선수권 시리즈 경기(プロ野球日本選手権シリーズ試合)라고 불린다.

## 개요

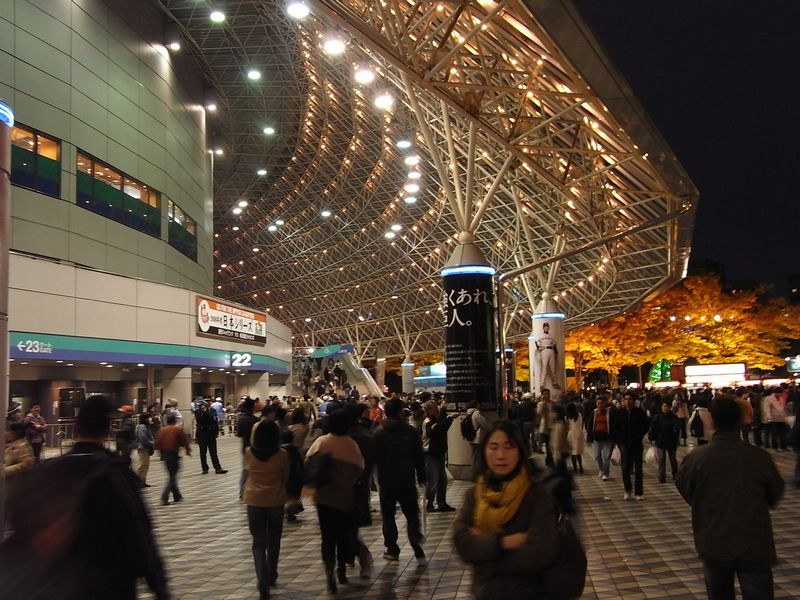
2008년 일본 시리즈가 열릴 당시의 모습(2008년 11월 9일 촬영, 도쿄 돔)

1949년에 일어난 일본 프로 야구의 리그 분열을 계기로 이듬해인 1950년에 센트럴 리그와 퍼시픽 리그의 각각 당해 년도의 우승자가 야구계의 최강 자리(日本一 닛폰이치[*])를 걸고 대전하는 시리즈로서 도입됐다. 2007년에 클라이맥스 시리즈 제도가 도입되면서 리그전 결과와는 무관하게 클라이맥스 시리즈 우승 팀끼리에 의해서 이뤄지게 된 것이다. 일본 시리즈가 처음으로 개최된 1950년 이후 취소된 해는 없다. 2005년부터 2013년까지 일본 시리즈 우승팀은 ‘아시아 시리즈’, ‘한일 클럽 챔피언십’에 일본 대표로서 참가했다.
또한 단일 리그 시대에 춘계 우승 팀과 추계 우승 팀이 맞붙어 연간 챔피언을 가리는 경기도 있었지만 일반적으로는 이 1950년에 시작하는 일본 시리즈가 일반적이기 때문에 본 문서에서도 1950년 이후의 경기에 대해서도 기술했다.

## 운영 개요

### 주최
정규 시즌이나 클라이맥스 시리즈와는 달리 모든 경기가 일본 야구 기구(NPB) 주최로 한다. 입장료 수입의 일부는 구단에 분배되고 게다가 선수들에게도 4차전까지의 것을 기준에 분배된다.

### 일정
- 양대 리그 챔피언이 결정된 후 매년 10월부터 11월경에 열린다.
- 경기는 7전 4승제이다. 먼저 4승을 한 팀이 일본 시리즈 우승이 결정되면서 종료돼 패전팀은 일본 시리즈 탈락이 결정된다. 이후의 경기는 이루어지지 않는다.
- 서기의 홀수 연도에는 퍼시픽 리그 출전 팀, 서기의 짝수 연도에는 센트럴 리그의 출전 팀이 1·2차전과 6·7차전을 홈에서 개최하고 상대팀은 3·4·5차전을 홈구장에서 개최한다. 2·3차전 사이와 5·6차전 사이에는 이동일로서 공백일을 끼운다(기수년이면 ‘퍼시픽·퍼시픽·센트럴·센트럴·센트럴·퍼시픽·퍼시픽’, 짝수년이면 ‘센트럴·센트럴·퍼시픽·퍼시픽·퍼시픽·센트럴·센트럴’로 편성). 원칙적으로 출전 구단의 전용 구장에서 개최하지만 규정된 수용 인원(3만 명 이상)이나 설비 사정상 외에 전용 구장에서의 다른 행사 등을 이유로 전용 구장 이외의 대체 구장에서 개최된 사례도 있다(자세한 내용은 후술). 또한 출전팀은 미리 사용할 구장의 일정 확보[주 1]가 의무화돼 있어 이를 소홀히 하면 제재금이 부과된다.
  - 우천 등으로 취소가 된 경우에는 2006년까지는 이동일을 포함한 모든 일정이 순연되고 있었지만 2007년부터는 5차전까지 우천 취소 시엔 5차전과 6차전 사이의 이동일·휴양일은 원칙적으로 마련하지 않는 것으로 변경됐다.[주 2] 단, 출전하는 2개 팀의 홈구장이 멀리 떨어져 있어 당일 이동이 어렵다고 판단될 경우에는 이동일을 갖는 경우가 있다. 구체적인 예로 2016년 일본 시리즈(히로시마 대 닛폰햄)에서 히로시마·삿포로 간에는 당일 이동이 불가능하기 때문에 이동일을 모두 하루로 연기하겠다는 방침이 적용됐다[3](결과적으로 그해 일본 시리즈는 취소나 순연이 없었기 때문에 그러한 상황은 발생하지 않았다).
- 무승부가 있어서 7차전을 끝내도 어느쪽이던 4승을 거두지 못한 경우에는 그 다음날에 7차전이 열렸던 구장에서 8차전을 실시한다(과거 사례는 1986년 한 차례뿐). 그래도 어느 팀도 4승을 거두지 못한 경우에는 이동일을 하루 끼워넣고 3 ~ 5차전에서 개최된 구장에서 9차전을 실시한다(실시한 사례는 없음). 경기 방식과 같이 7차전까지는 무승부 가능성이 있고 8차전 이후에는 반드시 승패가 결정되기 때문에(콜드 게임에서 무승부일 경우에는 제외) 이론상으론 14차전까지 갈 가능성이 있지만(8차전 이후 콜드게임에서의 무승부 경기가 있을 경우 15차전 이후까지 계속 이어질 가능성도 있음) 10차전 이후를 실시하거나 실시하는 경우의 사용 구장 등은 개최 요항에 기재돼 있지 않아 불명확하다.
  - 2021년에 한해서 9차전은 8차전 다음 날 8차전이 열렸던 구장에서, 8차전은 홈팀과 원정팀을 바꿔가며 개최하기로 했으나 6차전에서 승부가 났기 때문에 치러지지 않았다.
- 2021년에는 7차전이 11월 28일로 예정돼 있었기 때문에[주 3] 11월 30일까지 지배하 선수의 참가 보수 기간내에서 마무리를 짓기 위해 무승부나 우천 취소 등에 의해서 11월 30일 시점에서의 양팀 승수가 같을 경우에는 타이브레이크로 우승 팀을 결정하기로 돼있었다. 1군에서는 정규 시즌, 포스트 시즌을 통해 프로 야구 사상 최초로 타이브레이크를 채택하여[4][주 4] 아마추어나 국제 대회 등에서 계속 실시하는 경기로서의 타이브레이크와는 달리 ‘우승 결정전’과 같은 성격의 타이브레이크가 된다.[5] 타이브레이크에서의 성적은 수상 선수 선정의 대상이 포함되지만, 개인 통산 성적 등에는 가산되지 않아 참고 기록이 된다.[6] 11월 29일 시점에서 어느 팀도 4승에 못 미치고 양팀의 승수 차이가 하나인 상황에서 30일 경기(연장 12회 종료)에서 승수가 동률이 이뤄졌을 경우를 가정하여 30일 경기 종료 후 20분간 휴식을 마련하여 아래의 규정을 통해서 시행하기로 돼있었다.[7][8][9] 단, 실제로는 27일에 열린 6차전에서 승부가 났기 때문에 타이브레이크는 실시되지 않았다.

1. 새로이 출전 선수 등록과 타순표를 제출해야 한다.
2. 선공·후공은 직전 경기였던 11월 30일 경기와 동일하다.
3. 지명 타자를 적용한다.
4. 무사 1, 2루에서 시작한다.
5. 이닝 무제한으로 하여 승패가 결정될 때까지 실시한다.

- 2020년, 2021년에 한해서 일본 시리즈 기간 중에 코로나19의 영향으로 경기 속행이 불가능하게 됐을 경우에는 중단키로 하고 그 시점에서 종료 시점까지의 경기를 대상으로 세계 야구 소프트볼 연맹이 규정하는 TQB(한 이닝 평균 득실차)가 높은 팀을 우승 팀으로 인정한다.

### 출장 팀
2007년 이후, 양대 리그 모두 정규 시즌 후에 열리는 클라이맥스 시리즈 우승팀이 출전했다(2020년에만 센트럴 리그는 클라이맥스 시리즈가 없었기 때문에 그해 페넌트레이스 우승팀이 출전).
클라이맥스 시리즈로부터 일본 시리즈 진출까지의 과정(2007년 이후)
|  | 클라이맥스 시리즈 (퍼스트 스테이지) | 클라이맥스 시리즈 (퍼스트 스테이지) |                                        |   | 클라이맥스 시리즈 (파이널 스테이지) | 클라이맥스 시리즈 (파이널 스테이지) |                        |   | 일본 시리즈 | 일본 시리즈 |
|  |                                     |                                     |                                        |   |                                     |                                     |                        |   |             |             |
|  |                                     |                                     |                                        |   |                                     |                                     |                        |   |             |             |
|  |                                     |                                     |                                        |   |                                     |                                     |                        |   |             |             |
|  |                                     |                                     |                                        |   |                                     |                                     |                        |   |             |             |
|  |                                     |                                     | (6전 4선승제〈어드밴티지 1승을 포함〉) |   |                                     |                                     |                        |   |             |             |
|  |                                     |                                     |                                        |   |                                     |                                     |                        |   |             |             |
|  | 센트럴 리그 우승 팀                 | H                                   |                                        |   |                                     |                                     |                        |   |             |             |
|  | 센트럴 리그 우승 팀                 | H                                   | (3전 2선승제)                          |   |                                     |                                     |                        |   |             |             |
|  |                                     |                                     | 퍼스트 스테이지 승리 팀                |   |                                     |                                     |                        |   |             |             |
|  | 센트럴 리그 2위 팀                  | H                                   |                                        |   |                                     |                                     |                        |   |             |             |
|  | 센트럴 리그 2위 팀                  | H                                   | (7전 4선승제)                          |   |                                     |                                     |                        |   |             |             |
|  | 센트럴 리그 3위 팀                  |                                     |                                        |   |                                     |                                     |                        |   |             |             |
|  |                                     |                                     | 센트럴 리그 CS 우승 팀                 | ☆ |                                     |                                     |                        |   |             |             |
|  |                                     |                                     | 센트럴 리그 CS 우승 팀                 | ☆ |                                     |                                     |                        |   |             |             |
|  |                                     |                                     |                                        |   |                                     |                                     | 퍼시픽 리그 CS 우승 팀 | ☆ |             |             |
|  |                                     |                                     |                                        |   |                                     |                                     | 퍼시픽 리그 CS 우승 팀 | ☆ |             |             |
|  |                                     |                                     | (6전 4선승제〈어드밴티지 1승을 포함〉) |   |                                     |                                     |                        |   |             |             |
|  |                                     |                                     |                                        |   |                                     |                                     |                        |   |             |             |
|  | 퍼시픽 리그 우승 팀                 | H                                   |                                        |   |                                     |                                     |                        |   |             |             |
|  | 퍼시픽 리그 우승 팀                 | H                                   | (3전 2선승제)                          |   |                                     |                                     |                        |   |             |             |
|  |                                     |                                     | 퍼스트 스테이지 승리 팀                |   |                                     |                                     |                        |   |             |             |
|  | 퍼시픽 리그 2위 팀                  | H                                   |                                        |   |                                     |                                     |                        |   |             |             |
|  | 퍼시픽 리그 2위 팀                  | H                                   |                                        |   |                                     |                                     |                        |   |             |             |
|  | 퍼시픽 리그 3위 팀                  |                                     |                                        |   |                                     |                                     |                        |   |             |             |
|  |                                     |                                     |                                        |   |                                     |                                     |                        |   |             |             |

H - 해당 스테이지의 홈팀
☆ - 격년으로 홈4:원정3의 배분이 다르다(기본적으로 1차전 주관 구단이 홈4, 3차전 주관 구단이 홈3의 비율).
2006년 이전의 출장 팀
- 센트럴 리그 - 당해 연도 페넌트레이스 우승팀이 출장.
- 퍼시픽 리그 - 당해 연도 페넌트레이스 우승팀이 출장. 단, 페넌트레이스 우승 결정 방식이 아래와 같은 연도가 있다.
  - 1973년 ~ 1982년 : 전·후기 리그의 두 시즌 제도를 실시했으며 두 시즌 우승팀 간의 플레이오프에서 결정.
  - 2004년 ~ 2006년 : 상위 3팀의 플레이오프(우승 결정 토너먼트)에 의해서 결정.

### 경기 방식
- 연장전은 7차전까진 연장 12회, 8차전 이후에는 횟수 무제한(경기 시간은 일률 무제한)이 현행 규정이다(2018년부터). 과거의 변천은 아래와 같다.
  - 1966년까지 : 일몰까지(당시 전 경기는 낮 경기).
    - 1964년 : 22시 30분 이후 새로운 이닝에 들어가지 않는다(전 경기는 야간 경기).

  - 1967년 ~ 1981년 : 17시 30분 이후 새로운 이닝에 들어가지 않는다.
  - 1982년 ~ 1986년 : 경기 개시부터 4시간 반을 경과한 시점에서 새로운 이닝에 들어가지 않는다.
  - 1987년 ~ 1993년 : 7차전까지는 18회, 8차전 이후에는 횟수 무제한(1986년 일본 시리즈에서 1차전을 연장 14회에 무승부로 끝나면서 8차전까지 치러진 것을 계기로 개정).
  - 1994년 ~ 2017년 : 7차전까지는 연장 15회로 단축.
    - 1994년 : 낮 경기·야간 병용을 위해 낮 경기의 경우에는 18회까지.
    - 2011년 : 정규 시즌에서 채택된 절전 대책의 일환으로 ‘3시간 30분 중단 규정’은 사용하지 않는다. 2011년의 1차전은 낮 경기로 치렀지만, 연장은 종래대로 15회까지로 한다.

  - 2018년 : 7차전까지는 연장 12회로 단축.
    - 2021년 : 정규 시즌·클라이맥스 시리즈에서 채택된 코로나 19 감염 확산 방지를 위한 ‘9회 중단 규정’은 적용하지 않는다.
- 일시정지경기는 적용하지 않는다.
- 양 팀은 시리즈 개시일 전전날까지 ‘출전 유자격자 선수’(최대 40명)의 명부를 제출하며 공시 후에는 이것을 변경할 수 없다. 벤치에 들어간 선수의 인원은 공식전과 마찬가지로 최대 25명까지 경기마다 유자격자 가운데서 선정한다.
- 지명 타자 제도는 1984년까지 도입되지 않았고 1985년부터 격년제(1985년에는 모든 경기에 도입, 1986년에는 모든 경기에 도입되지 않음), 1987년부터는 퍼시픽 리그의 출전 팀의 연고지 구장에서만 도입되고 있다. 또한 2020년에는 코로나 19의 감염 확산에 따른 특례 조치로 1985년 이후 35년 만에 모든 경기에 채택됐다.
- 심판은 6인제가 채택되며 심판원은 일본 야구 기구(NPB) 심판부에서 선정된 총 8명의 심판원으로 운영되고 있었지만, 2015년부터 총 7명의 심판원으로 운영된다.

### 시상
상금·상품은 2020년 기준.
우승 팀상
- 일본 야구 기구에서의 우승 페넌트, 챔피언 플래그, 우승 기념품 제작 대금, 내각총리대신배 트로피
- 각 방송사들로부터 상금 총 250만 엔(닛폰 TV, TV 아사히, TBS TV, TV 도쿄, 후지 TV 등으로부터 각 50만 엔씩)과 닛폰 TV, TV 아사히, TBS, TV 도쿄 등으로부터 기념 트로피, 후지 TV로부터 기념패가 수여됨.

최고 수훈 선수(MVP)
- 일본 야구 기구에서의 트로피
- NPB 파트너 7개사(SMBC, 칼비, 코나미 디지털 엔터테인먼트, 다이쇼 제약, 닛폰 생명, 마이나비, 로손)로부터 상금 각 100만 엔씩을 지급(총 700만 엔)
  - 과거에는 승용차가 부상으로 주어진 적이 있었는데 1954년부터 2006년까지 이루어져 왔었다. 증정되는 승용차는 원칙적으로 토요타 자동차에서 나왔지만 마쓰다가 최대주주로 있는 히로시마 도요 카프가 일본 시리즈에서 우승했을 당시(1979년, 1980년, 1984년에 해당)에 마쓰다로부터 증정받았다.

우수 선수(3명)
- 일본 야구 기구에서의 트로피 및 상금 100만 엔

감투 선수
- 일본 야구 기구에서의 트로피 및 상금 100만 엔

홈런상
- 각 경기에서 홈런을 친 선수에게는 ‘SMBC 미도스케 홈런상’(SMBCミドすけホームラン賞)으로서 SMBC에서 상금 3만 엔과 SMBC 마스코트 캐릭터 ‘미도스케’(ミドすけ) 인형을 증정한다.
  - 2016 ~ 2019년 ‘SMBC 데이비드 홈런상’(SMBCデビッドホームラン賞)으로 상금 3만 엔이, 2014년에는 SMBC(2011년부터 2013년까지는 코나미)로부터 상금(5만 엔)이 수여됐다.

특별 협찬상
2011년부터 2013년까지는 스폰서인 코나미로부터 위의 상들과는 별도로 아래의 상이 추가됐다.
- ‘모두가 선택하는 코나미상’(상금 400만 엔·2011년에는 상금 300만 엔)
- ‘드림 나인상’(상금 100만 엔·2011년에는 상금 200만 엔)
- ‘BASEBALL HEROES상’(상금 100만 엔·2011년에는 상금 200만 엔)
- ‘파워풀 프로 야구상’(상금 100만 엔·2012년부터)
- ‘프로 야구 스피리츠상’(상금 100만 엔·2012년부터)

‘모두가 선택하는 코나미상’은 대회 기간 중 코나미의 대회 특별 공식 홈페이지인 코나미가 휴대 전화 사이트에서 전개하는 소셜 네트워크 게임 사이트 《프로야구 드림 나인》·아케이드 게임 《BASEBALL HEROES》의 성적 열람 페이지나 게임기로부터의 팬 투표에 의해 실시하여 대회 종료 시의 시상식에서 수상 선수를 발표한다(2011년에는 각 게임으로부터의 투표로 ‘드림 나인상’, ‘BASEBALL HEROES’상을 선택했다).
2022년부터는 특별 협찬사(메인 스폰서)인 SMBC로부터 상기 상과는 별도로 아래의 상이 추가됐다.
- SMBC 모두의 성원상

이 상은 일본 시리즈 기간 중에 특별 협찬사인 미쓰이스미토모 은행의 캐릭터 ‘미도스케’를 본떠 트위터에 ‘#미도호’(＃みどほー)라는 키워드와 함께 ‘#(응원하고 싶은 선수 이름)’을 올렸다. 가장 많은 성원을 받은 선수 한 명에게 주어지는 것으로, 일본 시리즈 시상식에서 상금 100만 엔이 수여된다.

### 출전 자격자
출전 유자격자는 원칙적으로 8월 31일까지 출장 구단(즉, 양대 리그 클라이맥스 시리즈 우승 구단)의 지배하 등록된 선수 가운데 그 중에서 40명까지 뽑는다. 또 벤치에 들어간 멤버는 아래와 같은 원칙으로 한다.
1. 감독 1명
2. 감독 이외의 코치 8명 이내
3. 선수 26명 이내(2019년부터[12], 2020년까지는 25명[13])
4. 매니저, 트레이너, 전력분석원, 통역, 홍보, 야구 장비 담당자 각 1명

- 이상의 명단을 1차전 개최 이틀 전 정오까지 주최 단체인 일본 야구 기구 커미셔너에게 서류를 제출해야 한다. 이 제출한 명단을 커미셔너가 공시한 후에는 원칙적으로 변경할 수 없다.
- 단, 감독·코치와 선수 겸임인 사람에 대해서는 선수의 수에 포함되는 것으로 간주된다.
- 또한 통역이 2개 국어 이상 필요로 할 때는 통역을 두 명으로 등록할 수 있다.
- 2017년부터 도입된 은퇴 경기 특례제도를 통해 출전 선수 등록을 하고, 말소된 선수도 등록할 수 있다.
- 불펜 포수의 등록은 한 경기당 2명까지 각 경기마다 출전 선수 명단에 기재한다. 단, 대기자는 불가능하다.

출처:

## 양대 리그 대전 성적
| 리그 통산 우승 횟수 | 리그 통산 우승 횟수 | 리그 통산 우승 횟수 | 경기당 통산 성적 | 경기당 통산 성적 | 경기당 통산 성적 | 경기당 통산 성적 |
| 개최 횟수           | 센트럴 리그         | 퍼시픽 리그         | 전체 경기수      | 센트럴 리그      | 퍼시픽 리그      | 무승부           |
| ------------------- | ------------------- | ------------------- | ---------------- | ---------------- | ---------------- | ---------------- |
| 75회                | 38회                | 37회                | 445전            | 216승            | 220승            | 9무              |
| ※2024년 종료 시점   |                     |                     |                  |                  |                  |                  |

## 연도별 일본 시리즈
| 범례 센트럴 리그 소속팀 퍼시픽 리그 소속팀 - ○: 승리 - ●: 패전 - △: 무승부 - 밑줄: 리그 우승 이외의 플레이오프 또는 클라이맥스 시리즈로부터의 출장 |

|      |        |            |           |           | 성적 | 성적 | 성적 | 승패표 | 승패표 | 승패표 | 승패표 | 승패표 | 승패표 | 승패표 | 승패표 |            |                   |                                 |                   |                          |
| 회차 | 연도   | 우승 팀    | 우승 횟수 | 우승 횟수 | 승   | 무   | 패   | 1      | 2      | 3      | 4      | 5      | 6      | 7      | 8      | 상대팀     | 우승 팀 감독      | 최고 수훈 선수                  | 감투상            | 우승 결정 구장           |
|      |        |            |           |           |      |      |      |        |        |        |        |        |        |        |        |            |                   | (MVP)                           |                   |                          |
| ---- | ------ | ---------- | --------- | --------- | ---- | ---- | ---- | ------ | ------ | ------ | ------ | ------ | ------ | ------ | ------ | ---------- | ----------------- | ------------------------------- | ----------------- | ------------------------ |
| 1    | 1950년 | 마이니치   |           | 첫 우승   | 4    |      | 2    | ○      | ○      | ●      | ●      | ○      | ○      |        |        | 쇼치쿠     | 유아사 요시오     | 벳토 가오루                     | ---               | 오사카 구장              |
| 2    | 1951년 | 요미우리   |           | 첫 우승   | 4    |      | 1    | ○      | ○      | ○      | ●      | ○      |        |        |        | 난카이     | 미즈하라 시게루   | 미나미무라 후카시               | ---               | 고라쿠엔 구장            |
| 3    | 1952년 | 요미우리   | 2년 연속  | 2번째     | 4    |      | 2    | ○      | ○      | ●      | ○      | ●      | ○      |        |        | 난카이     | 미즈하라 시게루   | 벳쇼 다케히코                   | ---               | 고라쿠엔 구장            |
| 4    | 1953년 | 요미우리   | 3년 연속  | 3번째     | 4    | 1    | 2    | ●      | ○      | △      | ○      | ○      | ●      | ○      |        | 난카이     | 미즈하라 시게루   | 가와카미 데쓰하루               | 미노하라 히로시   | 고라쿠엔 구장            |
| 5    | 1954년 | 주니치     |           | 첫 우승   | 4    |      | 3    | ○      | ○      | ●      | ●      | ○      | ●      | ○      |        | 니시테쓰   | 아마치 슌이치     | 스기시타 시게루                 | 오시타 히로시     | 주니치 스타디움          |
| 6    | 1955년 | 요미우리   | 2년 만에  | 4번째     | 4    |      | 3    | ○      | ●      | ●      | ●      | ○      | ○      | ○      |        | 난카이     | 미즈하라 노부시게 | 벳쇼 다케히코                   | 도가와 이치로     | 오사카 구장              |
| 7    | 1956년 | 니시테쓰   |           | 첫 우승   | 4    |      | 2    | ●      | ○      | ○      | ○      | ●      | ○      |        |        | 요미우리   | 미하라 오사무     | 도요다 야스미쓰                 | 이나오 가즈히사   | 고라쿠엔 구장            |
| 8    | 1957년 | 니시테쓰   | 2년 연속  | 2번째     | 4    | 1    | 0    | ○      | ○      | ○      | △      | ○      |        |        |        | 요미우리   | 미하라 오사무     | 오시타 히로시                   | 미야모토 도시오   | 고라쿠엔 구장            |
| 9    | 1958년 | 니시테쓰   | 3년 연속  | 3번째     | 4    |      | 3    | ●      | ●      | ●      | ○      | ○      | ○      | ○      |        | 요미우리   | 미하라 오사무     | 이나오 가즈히사                 | 후지타 모토시     | 고라쿠엔 구장            |
| 10   | 1959년 | 난카이     |           | 첫 우승   | 4    |      | 0    | ○      | ○      | ○      | ○      |        |        |        |        | 요미우리   | 쓰루오카 가즈토   | 스기우라 다다시                 | 쓰치야 마사타카   | 고라쿠엔 구장            |
| 11   | 1960년 | 다이요     |           | 첫 우승   | 4    |      | 0    | ○      | ○      | ○      | ○      |        |        |        |        | 다이마이   | 미하라 오사무     | 곤도 아키히토                   | 다미야 겐지로     | 고라쿠엔 구장            |
| 12   | 1961년 | 요미우리   | 6년 만에  | 5번째     | 4    |      | 2    | ●      | ○      | ○      | ○      | ●      | ○      |        |        | 난카이     | 가와카미 데쓰하루 | 미야모토 도시오                 | J. 스탠카         | 오사카 구장              |
| 13   | 1962년 | 도에이     |           | 첫 우승   | 4    | 1    | 2    | ●      | ●      | △      | ○      | ○      | ○      | ○      |        | 한신       | 미즈하라 시게루   | 도바시 마사유키 다네모 마사유키 | 요시다 요시오     | 한신 고시엔 구장         |
| 14   | 1963년 | 요미우리   | 2년 만에  | 6번째     | 4    |      | 3    | ●      | ○      | ○      | ●      | ○      | ●      | ○      |        | 니시테쓰   | 가와카미 데쓰하루 | 나가시마 시게오                 | 이나오 가즈히사   | 헤이와다이 야구장        |
| 15   | 1964년 | 난카이     | 5년 만에  | 2번째     | 4    |      | 3    | ○      | ●      | ●      | ○      | ●      | ○      | ○      |        | 한신       | 쓰루오카 가즈토   | J. 스탠카                       | 야마우치 가즈히로 | 한신 고시엔 구장         |
| 16   | 1965년 | 요미우리   | 2년 만에  | 7번째     | 4    |      | 1    | ○      | ○      | ○      | ●      | ○      |        |        |        | 난카이     | 가와카미 데쓰하루 | 나가시마 시게오                 | 모리시타 노부야스 | 고라쿠엔 구장            |
| 17   | 1966년 | 요미우리   | 2년 연속  | 8번째     | 4    |      | 2    | ○      | ●      | ○      | ○      | ●      | ○      |        |        | 난카이     | 가와카미 데쓰하루 | 시바타 이사오                   | 와타나베 다이스케 | 고라쿠엔 구장            |
| 18   | 1967년 | 요미우리   | 3년 연속  | 9번째     | 4    |      | 2    | ○      | ○      | ○      | ●      | ●      | ○      |        |        | 한큐       | 가와카미 데쓰하루 | 모리 마사히코                   | 아다치 미쓰히로   | 한큐 니시노미야 구장     |
| 19   | 1968년 | 요미우리   | 4년 연속  | 10번째    | 4    |      | 2    | ●      | ○      | ○      | ○      | ●      | ○      |        |        | 한큐       | 가와카미 데쓰하루 | 다카다 시게루                   | 나가이케 도쿠지   | 고라쿠엔 구장            |
| 20   | 1969년 | 요미우리   | 5년 연속  | 11번째    | 4    |      | 2    | ○      | ●      | ○      | ○      | ●      | ○      |        |        | 한큐       | 가와카미 데쓰하루 | 나가시마 시게오                 | 나가이케 도쿠지   | 한큐 니시노미야 구장     |
| 21   | 1970년 | 요미우리   | 6년 연속  | 12번째    | 4    |      | 1    | ○      | ○      | ○      | ●      | ○      |        |        |        | 롯데       | 가와카미 데쓰하루 | 나가시마 시게오                 | 이이시 레이지     | 도쿄 스타디움            |
| 22   | 1971년 | 요미우리   | 7년 연속  | 13번째    | 4    |      | 1    | ○      | ●      | ○      | ○      | ○      |        |        |        | 한큐       | 가와카미 데쓰하루 | 스에쓰구 다미오                 | 야마다 히사시     | 고라쿠엔 구장            |
| 23   | 1972년 | 요미우리   | 8년 연속  | 14번째    | 4    |      | 1    | ○      | ○      | ●      | ○      | ○      |        |        |        | 한큐       | 가와카미 데쓰하루 | 호리우치 쓰네오                 | 아다치 미쓰히로   | 한큐 니시노미야 구장     |
| 24   | 1973년 | 요미우리   | 9년 연속  | 15번째    | 4    |      | 1    | ●      | ○      | ○      | ○      | ○      |        |        |        | 난카이     | 가와카미 데쓰하루 | 호리우치 쓰네오                 | 노무라 가쓰야     | 고라쿠엔 구장            |
| 25   | 1974년 | 롯데       | 24년 만에 | 2번째     | 4    |      | 2    | ●      | ○      | ●      | ○      | ○      | ○      |        |        | 주니치     | 가네다 마사이치   | 히로타 스미오                   | 다카기 모리미치   | 주니치 스타디움          |
| 26   | 1975년 | 한큐       |           | 첫 우승   | 4    | 2    | 0    | △      | ○      | ○      | △      | ○      | ○      |        |        | 히로시마   | 우에다 도시하루   | 야마구치 다카시                 | 야마모토 고지     | 한큐 니시노미야 구장     |
| 27   | 1976년 | 한큐       | 2년 연속  | 2번째     | 4    |      | 3    | ○      | ○      | ○      | ●      | ●      | ●      | ○      |        | 요미우리   | 우에다 도시하루   | 후쿠모토 유타카                 | 시바타 이사오     | 고라쿠엔 구장            |
| 28   | 1977년 | 한큐       | 3년 연속  | 3번째     | 4    |      | 1    | ○      | ○      | ●      | ○      | ○      |        |        |        | 요미우리   | 우에다 도시하루   | 야마다 히사시                   | 고노 가즈마사     | 고라쿠엔 구장            |
| 29   | 1978년 | 야쿠르트   |           | 첫 우승   | 4    |      | 3    | ●      | ○      | ●      | ○      | ○      | ●      | ○      |        | 한큐       | 히로오카 다쓰로   | 오스기 가쓰오                   | 아다치 미쓰히로   | 고라쿠엔 구장            |
| 30   | 1979년 | 히로시마   |           | 첫 우승   | 4    |      | 3    | ●      | ●      | ○      | ○      | ○      | ●      | ○      |        | 긴테쓰     | 고바 다케시       | 다카하시 요시히코               | 이모토 다카시     | 오사카 구장              |
| 31   | 1980년 | 히로시마   | 2년 연속  | 2번째     | 4    |      | 3    | ●      | ●      | ○      | ○      | ●      | ○      | ○      |        | 긴테쓰     | 고바 다케시       | J. 라이틀                       | 오가와 도루       | 히로시마 시민 구장       |
| 32   | 1981년 | 요미우리   | 8년 만에  | 16번째    | 4    |      | 2    | ●      | ○      | ●      | ○      | ○      | ○      |        |        | 닛폰햄     | 후지타 모토시     | 니시모토 다카시                 | 이노우에 히로아키 | 고라쿠엔 구장            |
| 33   | 1982년 | 세이부     | 24년 만에 | 4번째     | 4    |      | 2    | ○      | ○      | ●      | ●      | ○      | ○      |        |        | 주니치     | 히로오카 다쓰로   | 히가시오 오사무                 | 가미카와 세이지   | 나고야 구장              |
| 34   | 1983년 | 세이부     | 2년 연속  | 5번째     | 4    |      | 3    | ○      | ●      | ●      | ○      | ●      | ○      | ○      |        | 요미우리   | 히로오카 다쓰로   | 오타 다쿠지                     | 니시모토 다카시   | 세이부 라이온스 구장     |
| 35   | 1984년 | 히로시마   | 4년 만에  | 3번째     | 4    |      | 3    | ○      | ●      | ○      | ○      | ●      | ●      | ○      |        | 한큐       | 고바 다케시       | 나가시마 기요유키               | 야마오키 유키히코 | 히로시마 시민 구장       |
| 36   | 1985년 | 한신       |           | 첫 우승   | 4    |      | 2    | ○      | ○      | ●      | ●      | ○      | ○      |        |        | 세이부     | 요시다 요시오     | R. 바스                         | 이시게 히로미치   | 세이부 라이온스 구장     |
| 37   | 1986년 | 세이부     | 3년 만에  | 6번째     | 4    | 1    | 3    | △      | ●      | ●      | ●      | ○      | ○      | ○      | ○      | 히로시마   | 모리 마사아키     | 구도 기미야스                   | 다쓰카와 미쓰오   | 히로시마 시민 구장       |
| 38   | 1987년 | 세이부     | 2년 연속  | 7번째     | 4    |      | 2    | ●      | ○      | ○      | ●      | ○      | ○      |        |        | 요미우리   | 모리 마사아키     | 구도 기미야스                   | 시노즈카 도시오   | 세이부 라이온스 구장     |
| 39   | 1988년 | 세이부     | 3년 연속  | 8번째     | 4    |      | 1    | ○      | ●      | ○      | ○      | ○      |        |        |        | 주니치     | 모리 마사아키     | 이시게 히로미치                 | 우노 마사루       | 세이부 라이온스 구장     |
| 40   | 1989년 | 요미우리   | 8년 만에  | 17번째    | 4    |      | 3    | ●      | ●      | ●      | ○      | ○      | ○      | ○      |        | 긴테쓰     | 후지타 모토시     | 고마다 노리히로                 | 아라이 히로마사   | 후지이데라 구장          |
| 41   | 1990년 | 세이부     | 2년 만에  | 9번째     | 4    |      | 0    | ○      | ○      | ○      | ○      |        |        |        |        | 요미우리   | 모리 마사아키     | O. 데스트라데                   | 오카자키 가오루   | 세이부 라이온스 구장     |
| 42   | 1991년 | 세이부     | 2년 연속  | 10번째    | 4    |      | 3    | ○      | ●      | ○      | ●      | ●      | ○      | ○      |        | 히로시마   | 모리 마사아키     | 아키야마 고지                   | 가와구치 가즈히사 | 세이부 라이온스 구장     |
| 43   | 1992년 | 세이부     | 3년 연속  | 11번째    | 4    |      | 3    | ●      | ○      | ○      | ○      | ●      | ●      | ○      |        | 야쿠르트   | 모리 마사아키     | 이시이 다케히로                 | 오카바야시 요이치 | 메이지 진구 야구장       |
| 44   | 1993년 | 야쿠르트   | 15년 만에 | 2번째     | 4    |      | 3    | ○      | ○      | ●      | ○      | ●      | ●      | ○      |        | 세이부     | 노무라 가쓰야     | 가와사키 겐지로                 | 기요하라 가즈히로 | 세이부 라이온스 구장     |
| 45   | 1994년 | 요미우리   | 5년 만에  | 18번째    | 4    |      | 2    | ●      | ○      | ○      | ●      | ○      | ○      |        |        | 세이부     | 나가시마 시게오   | 마키하라 히로미                 | 기요하라 가즈히로 | 도쿄 돔                  |
| 46   | 1995년 | 야쿠르트   | 2년 만에  | 3번째     | 4    |      | 1    | ○      | ○      | ○      | ●      | ○      |        |        |        | 오릭스     | 노무라 가쓰야     | T. 오말리                       | 고바야시 히로시   | 메이지 진구 야구장       |
| 47   | 1996년 | 오릭스     | 19년 만에 | 4번째     | 4    |      | 1    | ○      | ○      | ○      | ●      | ○      |        |        |        | 요미우리   | 오기 아키라       | T. 닐                           | 니시 도시히사     | 그린 스타디움 고베       |
| 48   | 1997년 | 야쿠르트   | 2년 만에  | 4번째     | 4    |      | 1    | ○      | ●      | ○      | ○      | ○      |        |        |        | 세이부     | 노무라 가쓰야     | 후루타 아쓰야                   | 마쓰이 가즈오     | 메이지 진구 야구장       |
| 49   | 1998년 | 요코하마   | 38년 만에 | 2번째     | 4    |      | 2    | ○      | ○      | ●      | ●      | ○      | ○      |        |        | 세이부     | 곤도 히로시       | 스즈키 다카노리                 | 오쓰카 고지       | 요코하마 스타디움        |
| 50   | 1999년 | 다이에     | 35년 만에 | 3번째     | 4    |      | 1    | ○      | ●      | ○      | ○      | ○      |        |        |        | 주니치     | 오 사다하루       | 아키야마 고지                   | 가와카미 겐신     | 나고야 돔                |
| 51   | 2000년 | 요미우리   | 6년 만에  | 19번째    | 4    |      | 2    | ●      | ●      | ○      | ○      | ○      | ○      |        |        | 다이에     | 나가시마 시게오   | 마쓰이 히데키                   | 조지마 겐지       | 도쿄 돔                  |
| 52   | 2001년 | 야쿠르트   | 4년 만에  | 5번째     | 4    |      | 1    | ○      | ●      | ○      | ○      | ○      |        |        |        | 긴테쓰     | 와카마쓰 쓰토무   | 후루타 아쓰야                   | T. 로즈           | 메이지 진구 야구장       |
| 53   | 2002년 | 요미우리   | 2년 만에  | 20번째    | 4    |      | 0    | ○      | ○      | ○      | ○      |        |        |        |        | 세이부     | 하라 다쓰노리     | 니오카 도모히로                 | A. 카브레라       | 세이부 돔                |
| 54   | 2003년 | 다이에     | 4년 만에  | 4번째     | 4    |      | 3    | ○      | ○      | ●      | ●      | ●      | ○      | ○      |        | 한신       | 오 사다하루       | 스기우치 도시야                 | 가네모토 도모아키 | 후쿠오카 돔              |
| 55   | 2004년 | 세이부     | 12년 만에 | 12번째    | 4    |      | 3    | ○      | ●      | ○      | ●      | ●      | ○      | ○      |        | 주니치     | 이토 쓰토무       | 이시이 다카시                   | 이노우에 가즈키   | 나고야 돔                |
| 56   | 2005년 | 지바 롯데  | 31년 만에 | 3번째     | 4    |      | 0    | ○      | ○      | ○      | ○      |        |        |        |        | 한신       | B. 밸런타인       | 이마에 도시아키                 | 야노 아키히로     | 한신 고시엔 구장         |
| 57   | 2006년 | 닛폰햄     | 44년 만에 | 2번째     | 4    |      | 1    | ●      | ○      | ○      | ○      | ○      |        |        |        | 주니치     | T. 힐만           | 이나바 아쓰노리                 | 가와카미 겐신     | 삿포로 돔                |
| 58   | 2007년 | 주니치     | 53년 만에 | 2번째     | 4    |      | 1    | ●      | ○      | ○      | ○      | ○      |        |        |        | 닛폰햄     | 오치아이 히로미쓰 | 나카무라 노리히로               | 다르빗슈 유       | 나고야 돔                |
| 59   | 2008년 | 세이부     | 4년 만에  | 13번째    | 4    |      | 3    | ○      | ●      | ●      | ○      | ●      | ○      | ○      |        | 요미우리   | 와타나베 히사노부 | 기시 다카유키                   | A. 라미레스       | 도쿄 돔                  |
| 60   | 2009년 | 요미우리   | 7년 만에  | 21번째    | 4    |      | 2    | ○      | ●      | ○      | ●      | ○      | ○      |        |        | 닛폰햄     | 하라 다쓰노리     | 아베 신노스케                   | 다카하시 신지     | 삿포로 돔                |
| 61   | 2010년 | 지바 롯데  | 5년 만에  | 4번째     | 4    | 1    | 2    | ○      | ●      | ○      | ●      | ○      | △      | ○      |        | 주니치     | 니시무라 노리후미 | 이마에 도시아키                 | 와다 가즈히로     | 나고야 돔                |
| 62   | 2011년 | 소프트뱅크 | 8년 만에  | 5번째     | 4    |      | 3    | ●      | ●      | ○      | ○      | ○      | ●      | ○      |        | 주니치     | 아키야마 고지     | 고쿠보 히로키                   | 요시미 가즈키     | 후쿠오카 Yahoo! JAPAN 돔 |
| 63   | 2012년 | 요미우리   | 3년 만에  | 22번째    | 4    |      | 2    | ○      | ○      | ●      | ●      | ○      | ○      |        |        | 닛폰햄     | 하라 다쓰노리     | 우쓰미 데쓰야                   | 이나바 아쓰노리   | 도쿄 돔                  |
| 64   | 2013년 | 라쿠텐     |           | 첫 우승   | 4    |      | 3    | ●      | ○      | ○      | ●      | ○      | ●      | ○      |        | 요미우리   | 호시노 센이치     | 미마 마나부                     | 조노 히사요시     | K스타 미야기             |
| 65   | 2014년 | 소프트뱅크 | 3년 만에  | 6번째     | 4    |      | 1    | ●      | ○      | ○      | ○      | ○      |        |        |        | 한신       | 아키야마 고지     | 우치카와 세이이치               | R. 메신저         | 후쿠오카 야후오쿠! 돔    |
| 66   | 2015년 | 소프트뱅크 | 2년 연속  | 7번째     | 4    |      | 1    | ○      | ○      | ●      | ○      | ○      |        |        |        | 야쿠르트   | 구도 기미야스     | 이대호                          | 야마다 데쓰토     | 메이지 진구 야구장       |
| 67   | 2016년 | 닛폰햄     | 10년 만에 | 3번째     | 4    |      | 2    | ●      | ●      | ○      | ○      | ○      | ○      |        |        | 히로시마   | 구리야마 히데키   | B. 레어드                       | B. 엘드레드       | 마쓰다 스타디움          |
| 68   | 2017년 | 소프트뱅크 | 2년 만에  | 8번째     | 4    |      | 2    | ○      | ○      | ○      | ●      | ●      | ○      |        |        | DeNA       | 구도 기미야스     | D. 사파테                       | 미야자키 도시로   | 후쿠오카 야후오쿠! 돔    |
| 69   | 2018년 | 소프트뱅크 | 2년 연속  | 9번째     | 4    | 1    | 1    | △      | ●      | ○      | ○      | ○      | ○      |        |        | 히로시마   | 구도 기미야스     | 가이 다쿠야                     | 스즈키 세이야     | 마쓰다 스타디움          |
| 70   | 2019년 | 소프트뱅크 | 3년 연속  | 10번째    | 4    |      | 0    | ○      | ○      | ○      | ○      |        |        |        |        | 요미우리   | 구도 기미야스     | Y. 그라시알                     | 가메이 요시유키   | 도쿄 돔                  |
| 71   | 2020년 | 소프트뱅크 | 4년 연속  | 11번째    | 4    |      | 0    | ○      | ○      | ○      | ○      |        |        |        |        | 요미우리   | 구도 기미야스     | 구리하라 료야                   | 도고 쇼세이       | 후쿠오카 PayPay 돔       |
| 72   | 2021년 | 야쿠르트   | 20년 만에 | 6번째     | 4    |      | 2    | ●      | ○      | ○      | ○      | ●      | ○      |        |        | 오릭스     | 다카쓰 신고       | 나카무라 유헤이                 | 야마모토 요시노부 | 홋토못토 필드 고베       |
| 73   | 2022년 | 오릭스     | 26년 만에 | 5번째     | 4    | 1    | 2    | ●      | △      | ●      | ○      | ○      | ○      | ○      |        | 야쿠르트   | 나카지마 사토시   | 스기모토 유타로                 | J. 오수나         | 메이지 진구 야구장       |
| 74   | 2023년 | 한신       | 38년 만에 | 2번째     | 4    |      | 3    | ○      | ●      | ●      | ○      | ○      | ●      | ○      |        | 오릭스     | 오카다 아키노부   | 지카모토 고지                   | 구레바야시 고타로 | 교세라 돔 오사카         |
| 75   | 2024년 | DeNA       | 26년 만에 | 3번째     | 4    |      | 2    | ●      | ●      | ○      | ○      | ○      | ○      |        |        | 소프트뱅크 | 미우라 다이스케   | 구와하라 마사유키               | 이마미야 겐타     | 요코하마 스타디움        |

- 승패표는 우승 팀의 성적을 기준.
- 리그 우승 이외(플레이오프·클라이맥스 시리즈)의 팀의 일본 시리즈 우승은 총 7차례(2004년 세이부, 2005년 지바 롯데, 2007년 주니치, 2010년 지바 롯데, 2018년 소프트뱅크, 2019년 소프트뱅크, 2024년 DeNA)
- 원칙적으로 최고 수훈 선수(MVP)는 우승 팀으로부터, 감투상은 패전 팀[주 7]으로부터 선정되는데 1956년의 경우 감투상은 당시 우승 팀인 니시테쓰에게 돌아갔다.

## 구단별 기록
- 굵은 글씨는 최고 성적을 나타냄, 소속팀에서의 괄호 안은 우승할 당시 예전 구단의 이름이다.
- 쇼치쿠는 다이요(현재의 DeNA)에, 긴테쓰는 오릭스에 각각 흡수·합병됐기 때문에 기록으로서는 특기 사항이 된다.

| 구단                         | 출장 | 우승 | 패퇴 | 우승률 | 경기 | 승리 | 패전 | 무승부 | 승률 | 최근 출전 연도     | 최근 우승 연도                                 | 당시 결전 구장                                 |
|                              |      |      |      |        |      |      |      |        |      | (대전 상대)        | (대전 상대)                                    | ※구장명은 당시                                 |
| ---------------------------- | ---- | ---- | ---- | ------ | ---- | ---- | ---- | ------ | ---- | ------------------ | ---------------------------------------------- | ---------------------------------------------- |
| 요미우리                     | 36   | 22   | 14   | .611   | 206  | 109  | 95   | 2      | .534 | 2020년(소프트뱅크) | 2012년(닛폰햄)                                 | 도쿄 돔                                        |
| 세이부(니시테쓰)             | 21   | 13   | 8    | .619   | 130  | 68   | 60   | 2      | .531 | 2008년(요미우리)   | 2008년(요미우리)                               | 도쿄 돔                                        |
| 소프트뱅크(난카이·다이에)    | 21   | 11   | 10   | .524   | 119  | 62   | 55   | 2      | .530 | 2024년(DeNA)       | 2020년(요미우리)                               | 후쿠오카 PayPay 돔                             |
| 야쿠르트                     | 9    | 6    | 3    | .667   | 54   | 30   | 23   | 1      | .597 | 2022년(오릭스)     | 2021년(오릭스)                                 | 홋토못토 필드 고베                             |
| 오릭스(한큐)                 | 15   | 5    | 10   | .333   | 83   | 40   | 47   | 3      | .460 | 2023년(한신)       | 2022년(야쿠르트)                               | 메이지 진구 야구장                             |
| 지바 롯데(마이니치·다이마이) | 6    | 4    | 2    | .667   | 32   | 17   | 14   | 1      | .548 | 2010년(주니치)     | 2010년(주니치)                                 | 나고야 돔                                      |
| 히로시마                     | 8    | 3    | 5    | .375   | 54   | 21   | 29   | 4      | .426 | 2018년(소프트뱅크) | 1984년(한큐)                                   | 히로시마 시민 구장                             |
| 닛폰햄(도에이)               | 7    | 3    | 4    | .429   | 41   | 19   | 21   | 1      | .475 | 2016년(히로시마)   | 2016년(히로시마)                               | MAZDA Zoom-Zoom 스타디움 히로시마              |
| 주니치                       | 10   | 2    | 8    | .200   | 60   | 23   | 36   | 1      | .390 | 2011년(소프트뱅크) | 2007년(닛폰햄)                                 | 나고야 돔                                      |
| 한신                         | 7    | 2    | 5    | .286   | 43   | 17   | 25   | 1      | .405 | 2023년(오릭스)     | 2023년(오릭스)                                 | 교세라 돔 오사카                               |
| DeNA(다이요·요코하마)        | 4    | 3    | 1    | .750   | 22   | 14   | 8    | 0      | .636 | 2024년(소프트뱅크) | 2024년(소프트뱅크)                             | 요코하마 스타디움                              |
| 라쿠텐                       | 1    | 1    | 0    | 1.000  | 7    | 4    | 3    | 0      | .571 | 2013년(요미우리)   | 2013년(요미우리)                               | 일본제지 클리넥스 스타디움 미야기              |
| 긴테쓰                       | 4    | 0    | 4    | .000   | 26   | 10   | 16   | 0      | .385 | 2001년(야쿠르트)   | 일본 시리즈 우승 경력 없음, 현존하지 않은 구단 | 일본 시리즈 우승 경력 없음, 현존하지 않은 구단 |
| 쇼치쿠                       | 1    | 0    | 1    | .000   | 6    | 2    | 4    | 0      | .333 | 1950년(마이니치)   | 일본 시리즈 우승 경력 없음, 현존하지 않은 구단 | 일본 시리즈 우승 경력 없음, 현존하지 않은 구단 |

## 사진

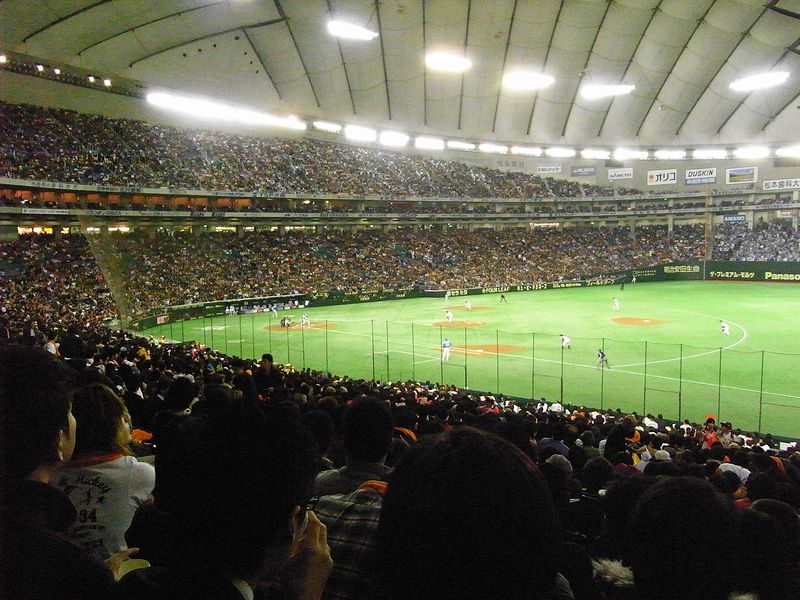
2008년 일본 시리즈 7차전 당시의 도쿄 돔 1루측 내야석(2008년 11월 9일 촬영)
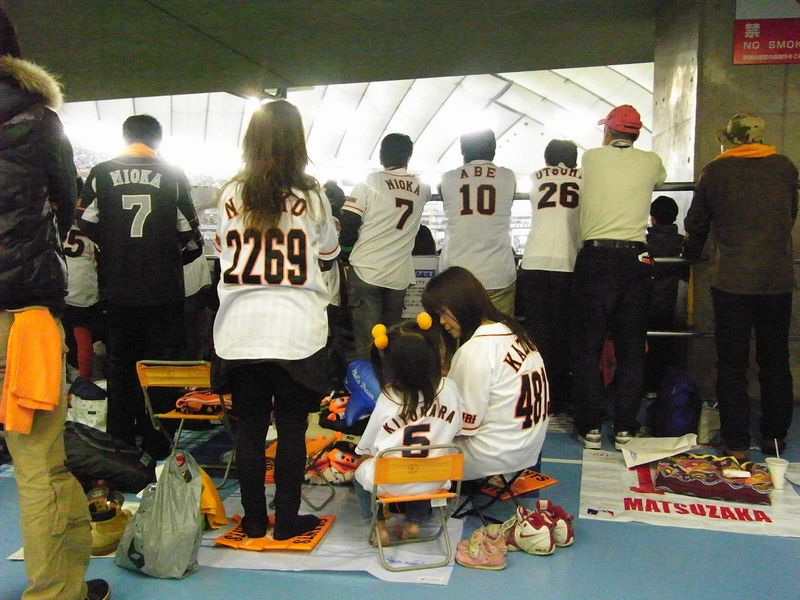
도쿄 돔 1루측 내야석의 모습(2008년 일본 시리즈 당시, 2008년 11월 9일 촬영)
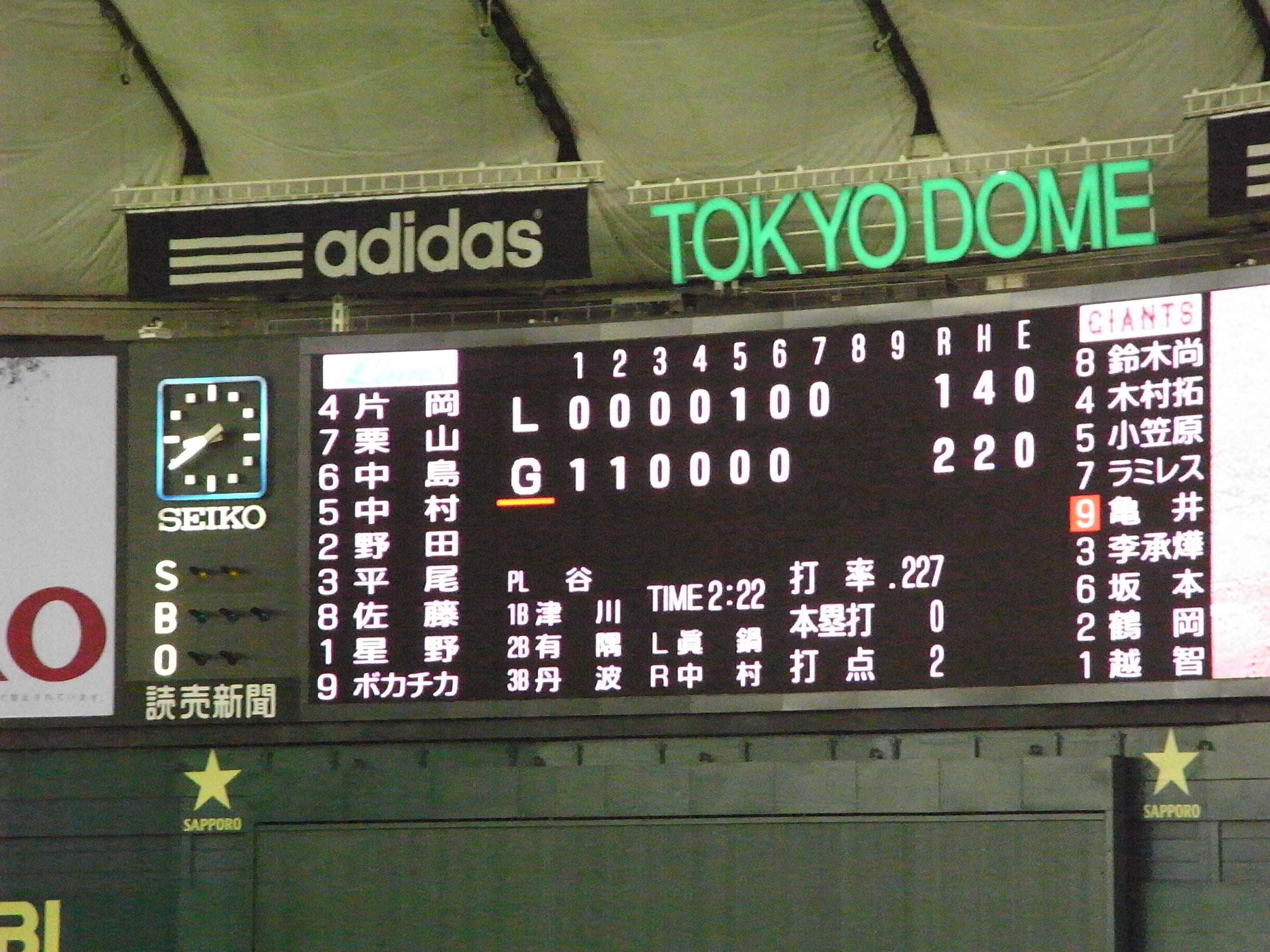
2008년 일본 시리즈 당시의 도쿄 돔 전광판(2008년 11월 9일 촬영)
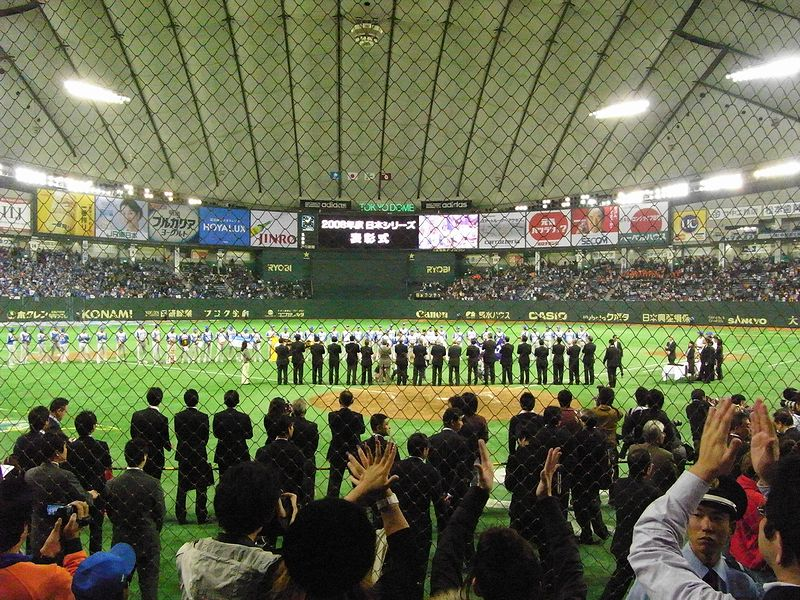
2008년 일본 시리즈 당시 시상식의 모습(2008년 11월 9일 촬영)

## 에피소드

### 명칭에 대해
제1회(1950년)부터 제4회(1953년)에 대해서는 메이저 리그 베이스볼을 참고한 ‘일본 월드 시리즈’(日本ワールドシリーズ)라는 명칭이었다. ‘일본 시리즈’에서 ‘일본’을 읽는 방법에 대해선 이전에는 ‘니혼-’(にほん)이라고 읽게 하는 것이 주류였지만 2000년대부터 ‘닛폰-’(にっぽん)이라고 읽히도록 변경돼 2003년에 ‘Nippon Series’의 공식 로고가 선수용 헬멧에 붙여졌다. 일본 시리즈 정상에 오른 팀에게 수여하는 챔피언 플래그 기면에 ‘NIPPON’이라고 새겨져 있기 때문이다. 또한 이 챔피언 플래그는 가로 3m, 세로 1.4m 크기의 이등변삼각형 모양으로 디자인했고 제작에 드는 비용이 100만 엔 정도라고 한다.

#### 스폰서
종래에는 흥행에 있어서의 협찬 스폰서가 되는 기업과 단체는 존재하지 않았지만 2011년부터 2013년까지 게임 소프트웨어 회사인 코나미 주식회사가 특별 협찬해주면서 대회명도 ‘KONAMI 일본 시리즈’(KONAMI日本シリーズ)로 정해졌다. 또한 코나미는 과거 2005년부터 2007년에 개최됐던 아시아 시리즈에 특별 협찬했으며 주관 스폰서로서 ‘KONAMI CUP’(코나미컵)이라는 명칭이 붙은 적이 있다.
2014년부터는 미쓰이스미토모 은행이 주관 스폰서가 되면서 ‘SMBC 일본 시리즈’라는 이름으로 개최되고 있다. 더욱이 SMBC는 일본 시리즈 특별 협찬을 계기로 2014년 10월 1일부터 일본 야구 기구의 공식 스폰서 ‘NPB 파트너’ 계약을 체결했다.

### 경기 개시 시각
예년 일본 시리즈가 개최되는 10월 하순부터 11월에 특히 야간에는 가을이 깊어지면서 기후적으로 춥다는 것에서 과거에는 평일이라도 낮 경기로 진행된 적이 있었다.
일본 시리즈가 사상 최초로 야간 경기로 개최된 사례는 1964년(제15회) 한신 타이거스 대 난카이 호크스의 경기였다. 이것은 도쿄 올림픽 개최에 방해가 되지 않게 하기 위한 배려로, 개막식이 예정된 10월 10일까지 모든 일정을 소화하게 했다(본래는 1차전이 9월 29일, 7차전은 10월 7일). 센트럴 리그의 우승 결정이 9월 30일로 늦어지는 바람에 한신 타이거스가 우승한 다음날인 10월 1일에 1차전, 7차전이 도쿄 올림픽 개막식 전날인 10월 9일로 변경됐다. 그런데 6차전이 우천 중지 및 순연됐기 때문에 결국 부득이하게 10월 10일에 최종전을 치르게 됐다. 이것이 영향을 주어서인지 시리즈 평균 관객 동원률이 역대 최저를 기록하여 이듬해 1965년부터는 원래대로 낮 경기로 개최하는 것으로 되돌렸다.
평일 낮 경기의 경우에는 회사나 학교를 쉬지 않는 한 경기 관전이 곤란하고 텔레비전 시청률이나 NPB 수익 문제와도 관련된다는 점에서 1994년 대회(제45회, 요미우리 자이언츠 대 세이부 라이온스)에서 시범적으로 평일에 개최되는 3·4·5차전(세이부 라이온스 구장)에 한해 야간 경기를 실시했다. 이후 1995년(제46회, 오릭스 블루웨이브 대 야쿠르트 스왈로스)부터는 모든 경기로 확대됐다.
2011년 1차전은 후쿠오카 소프트뱅크 호크스가 진출함에 따라 13시에 경기가 개시돼 1994년 요미우리 대 세이부의 6차전 이래로 17년 만에 낮 경기로 치러졌다(중계권을 따낸 후지 TV가 그날 골든 타임에 월드컵 배구 2011을 방송하기 위해서였다).
2016년에 히로시마가 25년 만에 출전함으로써 현존하는 전체 12구단이 야간 경기 개최를 경험하게 됐지만 낮 경기로 개최된 경험이 없는 팀은 라쿠텐뿐이다. 현재는 돔구장이 확대되면서 추위에 대한 문제가 적어짐에 따라 전 경기가 낮 경기로 치러진 일본 시리즈는 1993년 대회가 마지막이었다.

### 콜드게임
2005년(제56회 / 지바 롯데 마린스 대 한신 타이거스 1차전·10월 22일, 지바 마린 스타디움)에는 7회말 원아웃 시점에서 짙은 안개 탓에 경기가 중단됐다. 그 후 날씨가 회복되지 않아서 결국 콜드게임이 됐다. 기상악화로 인한 콜드게임은 1953년(제4회 / 요미우리 자이언츠 대 난카이 호크스) 3차전에 있어서 8회 종료 시점에서의 우천 콜드게임으로 끝난 이래 52년 만이었는데 짙은 안개로 인한 경기 중단이 그대로 경기 종료로 이어진 것은 처음있는 일이었다.
더욱이 콜드게임으로 우승 결정이 난 사례는 지금까지 단 한 번도 없다.

### 변칙적인 개최 일정
개최 일정 및 개최 장소가 변칙적인 형태가 된 사례는 아래와 같다.
1. 1950년에는 개최 장소를 매 경기마다 변경했는데 개최 구장은 메이지 진구 야구장(1차전), 고라쿠엔 구장(2차전), 한신 고시엔 구장(3차전), 한큐 니시노미야 구장(4차전), 주니치 구장(5차전), 오사카 구장(6차전) 순으로 열렸다. 이 해에는 4승 2패로 마이니치 오리온스가 일본 시리즈 초대 우승 팀이 됐지만 6차전에서 쇼치쿠 로빈스가 이겨 3승 3패가 됐을 때 7차전은 고라쿠엔 구장에서 열릴 예정이었다(연속해서 경기를 치렀는지 이동일을 끼었는지 상세한 것은 알려지지 않았음).
2. 1953년에는 4차전까지 평상시대로 진행됐지만 5차전부터 7차전은 오사카 구장, 한신 고시엔 구장[주 11], 고라쿠엔 구장 순으로 열렸는데 전년도부터 프랜차이즈 제도가 시행[20]됐다. 이것은 당시의 규정에 ‘1, 3, 5, 7경기와 2, 4, 6경기의 사용 구장은 매년 양대 리그가 교대로 지정한다. 다만 1, 2경기와 3, 4경기, 5, 6경기의 사용 구장은 각각 연속하여 동일 지역에 있는 구장을 지정한다’라고 돼있었기 때문이다. 그 해의 짝수 경기의 구장 지정권은 센트럴 리그에 있으며 ‘오사카보다도 수용 능력이 큰 고시엔이라면 엄청나게 벌 수 있다’라고 예상하고 있었는데 그 예상은 보기좋게 빗나가고 입장자 수는 6,346명이었다. 또 그 해에는 미일 야구가 두 경기로 구성된[주 12] 영향도 있어서 본래 만들어질 이동·휴양일이 없어 두 경기마다 경기 당일에 이동한 강행군이었다.
3. 1962년, 도에이 주최에 의한 5차전과 1978년 야쿠르트 주최의 4경기 모두 메이지 진구 야구장의 학생 야구 개최라는 사정으로 고라쿠엔 구장에서 대신 개최됐다.
4. 1974년 롯데 주최의 3차전부터 5차전은 연고지로 등록돼 있던 현영 미야기 구장의 수용 인원이 3만 명 미만인데다 시설이 정비돼 있지 않았던 탓에 현영 미야기 구장이 아닌 고라쿠엔 구장을 사용하였다.[주 13][21]
5. 1979년, 1980년의 긴테쓰가 주최하는 모든 경기는 닛폰 생명 구장의 수용 인원 수가 일본 시리즈 개최 기준인 3만 명에 달하지 않았고[주 14] 마찬가지로 긴테쓰가 보유한 후지이데라 구장도 야간 시설이 설치돼 있지 않았다는 이유로 당시 난카이의 홈구장이었던 오사카 구장에서 대신 개최됐다.
6. 1981년에는 양대 리그의 출전 팀이 연고지가 모두 고라쿠엔 구장인 요미우리와 닛폰햄이었기 때문에 6경기 모두 같은 구장에서 개최되면서 일명 ‘고라쿠엔 시리즈’(後楽園シリーズ)라고 불렸다.
7. 1986년의 1차전은 무승부로 시작됐는데 히로시마가 3연승을 올리면서 승패가 결정난 듯 보였다. 하지만 이어서 세이부도 3연승하는 바람에 7차전 종료 시점에서 양팀 전적이 3승 1무 3패의 상황이 됐는데 급기야 7차전이 치러졌던 히로시마 시민 구장에서 처음으로 8차전 이후의 경기를 펼쳐 승패를 결정짓기로 했다. 결과는 8차전에서 세이부가 승리하여 승패는 마무리 지어졌는데 당시 룰에 따르면 8차전 이후로도 횟수 무제한이 아니라서 만일 무승부였더라면 9차전 이후의 경기도 계속 치렀어야 했다.
8. 2000년에는 요미우리와 다이에가 맞붙게 됐지만 3년 전인 1997년에 대규모 국제 학술 대회 장소를 물색 중이던 일본 뇌신경외과학회의 장소 대여 의뢰를 받아 후쿠오카 돔측이 구단의 허가도 없이 일본 시리즈의 일정과 겹치는 2000년 10월 24일부터 27일까지 구장을 빌려주기로 결정하였다. 이것은 1997년 당시 다이에는 난카이 시절부터 계속된 20년 연속으로 B클래스에 머물고 있었기 때문에 리그 우승 가능성이 희박하다고 내다보면서 이 같은 결정을 내리게 된 것이다. 그러나 이듬해인 1998년에 연고지를 후쿠오카로 이전한 후 처음으로 A클래스 진입에 성공하여 돌연 일본 시리즈 개최 가능성이 높아졌기 때문에 구단이 일본 뇌신경외과학회에 일정 변경을 요구했으나 일본 국내외에서 2만 명 이상의 인원이 집결하는 대규모 총회인지라 이미 관련 준비가 여러모로 끝난 상태라면서 거절당했다. 그래서 다이에 구단의 나카우치 다다시 구단주 대행(당시)이 일본 야구 기구측에 ‘일본 시리즈 개최지의 센트럴·퍼시픽 교체’, ‘일본 시리즈 일정 자체의 변경’, ‘다른 퍼시픽 리그 팀의 연고지 구장에서의 경기 개최’, ‘기타큐슈 시민 구장이나 나가사키 빅N 스타디움 등을 비롯한 규슈 지역 내의 타 구장에서의 개최’ 등을 제의했지만 모두 거절당했다. 일본 뇌신경외과학회측도 일부 일정을 단축해서 야간 시간대를 비워주는 등 협조에 나섰다. 그 결과 ‘도쿄 돔·도쿄 돔·후쿠오카 돔·휴일·휴일·후쿠오카 돔·후쿠오카 돔·도쿄 돔·도쿄 돔’이라는 방식으로 이렇게 이동일 없이 9일간의 변칙 일정으로 경기를 개최한다고 8월 21일에 발표했다. 또한 일본 시리즈 종료 후 다이에 구단은 개최 일정 확보를 소홀히 했다는 이유로 일본 야구 기구로부터 제재금 3,000만 엔(구단 또는 개인에게 부과된 제재금으로서는 최고 액수)을 부과받았다.
9. 2010년에는 태풍 14호가 접근할 우려가 있다는 지적이 제기되면서 10월 30일, 10월 31일 나고야 돔에서 열리는 경기가 취소될 경우 원래대로라면 2·3차전 사이의 이동일은 그대로 두고 5·6차전의 이동일을 할애하여 실질적으로 최대 5연전이 되는 일정을 변경해서 2·3차전의 이동일을 할애해 최대 5연전으로 하고 5·6차전의 이동일은 그대로 두기로 했다. 여기에는 텔레비전 전국 중계가 4경기밖에 없다(1·2·5차전은 위성방송만 중계하며 지상파는 현역 방송만 하기로)는 점에 대한 배려도 들어갔다. 그러나 태풍으로 인한 영향은 없었고 개최 일정은 변경되지 않았다.
10. 2020년에는 요미우리의 홈구장인 도쿄 돔이 타 대회 개최 때문에 사용하지 못하고 요미우리의 홈 경기는 교세라 돔 오사카에서 개최하게 됐다. 이 해에는 원래 도쿄 올림픽 일정 때문에 11월 7일부터 열릴 예정이었으나 세계적으로 확산되고 있는 코로나19로 인해 정규 시즌 개막이 크게 늦어짐에 따라 일본 시리즈도 예정보다 2주 늦은 11월 21일에 개막했다. 그러나 도쿄 돔에서는 도시 대항 야구 대회를 11월 22일부터 이미 개최가 확정된 상태였기 때문에 사용할 수 없었고 교세라 돔 오사카를 사용하게 됐다.[22][주 15] 또한 이 사례와 마찬가지로 메이지 진구 야구장(야쿠르트), 나고야 돔(주니치)도 타 대회·이벤트 개최 때문에 일본 시리즈를 개최할 수 없는 상황에 놓여 있었지만 메이지 진구 야구장에서 개최될 메이지 진구 야구 대회(11월 20~25일 예정)는 코로나19 감염 방지를 위해 취소됐고, 나고야 돔에서 열릴 AAA의 콘서트(11월 28·29일 예정)도 2021년 이후로 일정을 연기했기 때문에 최종적으로 사용 가능해졌다.
11. 2021년에는 당초 11월 13일에 개최될 예정이었지만 일부 구단의 코로나19 감염 및 우천 취소가 잇따른 것을 토대로 11월 20일에 개최하기로 변경(이로 인해 클라이맥스 시리즈도 10월 30일에서 11월 6일로 순연)됐다. 11월 중에 승부를 결정지을 수 있도록 하기 위해 일본 시리즈 전에는 11월 29일까지 승부가 나지 않을 경우를 대비한 특별 규정도 발표하여 29일 시점에서 양 팀의 승수가 같을 경우 11월 30일 경기는 연장 무제한으로 진행되며, 1승 차의 경우 30일의 시합을 12회 중단으로 하면서 그 경기에서 승수가 같을 경우에는 정규 경기 종료 후 타이브레이크 방식의 우승 결정전을 치른다(11월 30일의 경기가 우천으로 취소된 경우에도 12월 1일 이후로 순연하지 않는다). 또한 날씨나 코로나19의 상황에 따라서는 만일 어느 쪽도 4승 미만으로 승부가 나지 않더라도 11월 28일까지로 중단하고 일본 시리즈가 중단된 시점에서의 승수가 많은 팀을 우승에, 그래도 승수가 같을 경우 득실차율을 참고하여 우승을 결정지을 가능성도 명기돼 있었다. 야쿠르트 홈구장인 메이지 진구 야구장에서는 일본 시리즈 기간중 메이지 진구 야구 대회(11월 20~25일 예정)와 겹치는 관계로 사용할 수 없고 센트럴 리그 주관의 3~5차전(11월 23~25일)이 예정되는 3경기는 도쿄 돔에서, 오릭스 홈구장인 교세라 돔 오사카도 퍼시픽 리그 주관의 6, 7차전이 열리는 11월 27, 28일에 AAA 콘서트가 예정돼 있어서 사용이 불가능하기 때문에 홋토못토 필드 고베에서 각각 개최됐다. 12구단의 전용 구장 외에서 일본 시리즈를 치르는 것은 처음이다. 더 나아가 정해진 일정대로 개최한 후 7차전까지 무승부 등으로 인해 승부가 나지 않았을 경우, 8차전은 원래 오릭스 주관 경기로 교세라 돔 오사카를 사용하는데 위에서 말한 바와 같이 12월 1일 이후에는 순연하지 않기로 정해졌기 때문에 9차전은 야쿠르트 주관 경기로 취급해도 이동일·휴양일을 제외하고 8차전 다음날에 이어 교세라 돔 오사카를 경기장으로서 사용할 계획이었다.[23]

### 비디오 판정
- 2015년 5차전에서 소프트뱅크의 이대호가 때려낸 타구가 좌측 폴대 위를 통과하면서 이것을 좌익 선심은 폴대 위를 넘어간 것으로 판단하여 홈런으로 판정했지만 야쿠르트의 마나카 미쓰루 감독으로부터 ‘파울 아니냐’며 항의가 있었고 심판단에 의한 7분에 달하는 비디오 판정을 거쳐 판정은 번복되지 않고 홈런으로 인정됐다. 또한 NPB에서 2010년에 홈런에 대한 비디오 판정이 도입된 이후 일본 시리즈에서의 비디오 판정은 사상 처음이다.[주 16][24][25]
- 2016년 2차전에서는 그 해부터 도입된 홈 클로즈 플레이에서 비디오 판정이 나왔다. 6회말 무사 2루에서 히로시마의 기쿠치 료스케가 번트 자세에서 버스터로 전환하고 친 타구는 좌익수 앞으로 빠져나갔는데 이것을 본 2루 주자 다나카 고스케는 홈으로 향했다. 닛폰햄 좌익수 니시카와 하루키가 포수 오노 쇼타가 있는 쪽으로 향해 아슬아슬한 타이밍으로 송구하자, 구심이던 시라이 가즈유키는 이를 아웃이라고 선언했다. 이에 대해 히로시마의 오가타 고이치 감독이 비디오 판정 요구하여 심판단 협의에 의한 비디오 판독이 진행됐다. 그 결과 ‘오노의 터치보다 다나카의 손이 홈베이스에 먼저 닿아 있었다’라는 판정을 뒤집고 다나카의 홈인을 인정했다.[26]
  - 그해 2016년 5차전에서도 2회초 무사 1루 때 히로시마의 시모즈루 고가 삿포로 돔 펜스상에서 튀어오르는 타구를 날렸는데 심판은 인플레이로 판정했다. 1루 주자인 고쿠보 데쓰야·타자 시모즈루는 각각 3루·2루에서 멈췄지만 오가타 감독은 홈런이 아니냐며 비디오 판정을 요구했다. 심판단은 비디오 판독 결과, 타구는 펜스 상단에서 튕겨져 나온 것으로 판단하여 판정은 뒤집히지 않고 무사 2·3루에서 경기는 재개됐다.

### 전 경기 동일 도도부현내에서의 개최
1970년에 개최될 당시 양대 리그 출전 팀은 분쿄구의 고라쿠엔 구장에 홈구장으로 두고 있던 요미우리와 아라카와구의 도쿄 스타디움을 홈구장으로 두고 있던 롯데였기 때문에 전 경기가 도쿄에서 개최됨에 따라 사상 최초로 동일 도도부현내에서만 개최하게 됐다(‘도쿄 시리즈’ 또는 ‘GO 시리즈’). 동일 도도부현에서의 일본 시리즈 개최는 1970년과 위에서 말한 1981년 두 가지 사례뿐이다. 2020년 기준으로, 2008년에 오릭스가 오사카부를 프랜차이즈로 하고 센트럴·퍼시픽 양대 리그 구단이 동시에 연고지를 두는 도도부현이 없기 때문에 통상의 프랜차이즈 제도 하에서는 동일 도도부현에서 개최되는 일은 없다.

## TV 방송

### 지상파 계열 전국 방송
2010년까지는 기본적으로 홈경기 구단이 추천한 방송국과 직접 협상해서 그 방송국이 속하는 네트워크에서 경기 시작부터 종료까지 전국에 생중계됐다. 그러나 2010년 일본 시리즈에서 지상파 전국 중계가 실시되지 않은 경기가 세 차례나 있었다는 것을 계기로 2011년부터는 출전 구단이 방송국을 추천하면 TV 중계 협찬 스폰서의 광고 대리점이 그 방송국을 통한 중계 협상을 벌이는 방식을 채택했다(그래도 보통 정규 시즌의 방송을 빈번하게 하는 방송국이 우선적으로 추천된 것에 변함이 없다). 그 이후로는 방송국의 프로그램 편성 사정으로 경기 시작 시간을 앞당기는 사례가 발생했다(2011년 1차전, 2016년 5차전). 중계는 통상적으로 야구 해설자 외에도 출전하지 않는 팀의 현역 선수나 감독(은퇴 혹은 퇴임이 결정된 사람도 포함)이 게스트로 출연하여 해설을 맡는다.
시청률(간토 지구)은 1990년대까지 평균 30% 전후를 차지하는 등 높은 인기를 얻고 있었지만 2000년대 이후에는 차츰 저하되면서 2010년대 이후 대전에 따라서는 한 자릿수를 따는 경우도 드물지 않게 됐다. 2019년 이후에는 두 자릿수 시청률을 기록한 경기가 매년 한 경기만 지속되고 있는 상황이다. 그런 한편으로 정규 시즌과 마찬가지로 간토 이외의 출장 팀의 연고지가 있는 지역에서는 높은 시청률을 기록하는 경우가 많다.
- 센트럴 리그 구단에서는 요미우리 자이언츠(닛폰 TV), 주니치 드래건스(CBC 텔레비전, 도카이 TV, TV 아이치), 도쿄 야쿠르트 스왈로스(후지 TV, TV 아사히), 요코하마 DeNA 베이스타스(TBS TV)와 같이 특정 방송국에 홈구장 주최 경기의 방영권이 주어진다. 이들 구단이 일본 시리즈에 출전할 경우 정규 시즌과 동일하게 방영권도 이들 방송국이 속한 네트워크 계열사가 반드시 추천된다.
- 한신 타이거스와 히로시마 도요 카프에 대해서는 각 방송국에 방영권이 균등하게 분배되고 있지만 한신 타이거스의 경우 아사히 방송이 수요일과 일요일 경기의 방영권을 우선시켰으며 한신이 일본 시리즈에 출전할 경우 방영권도 그것을 답습하고 있다.[주 18] 따라서 센트럴 리그 구단의 개최 경기에서는 TV 아사히 계열사가 추천된 것은 한신이 일본 시리즈에 출전할 경우엔 원칙적으로 수요일과 일요일의 경기,[주 19] 히로시마가 출전했을 경우 도쿄 야쿠르트 스왈로스가 출전하고 후지 TV가 편성상 사정으로 독점하지 않은 경우 홈구장 개최의 일부 경기에 거의 한정된다.
- 퍼시픽 리그 구단에서 특정 방송국에 연고지 주최 경기의 방영권이 주어지고 있는 것은 오릭스 버펄로스(간사이 TV), 사이타마 세이부 라이온스(TV 아사히, 1988년 이전에는 TBS TV), 도호쿠 라쿠텐 골든이글스(히가시닛폰 방송)가 있다. 한편 홋카이도 닛폰햄 파이터스, 지바 롯데 마린스, 후쿠오카 소프트뱅크 호크스는 비교적 균등하게 방영권이 주어졌으며, 소프트뱅크는 다이에 시절인 1999년에 TV 니시닛폰이 2경기를 획득한 것 외에는 1개국에 여러 경기 방영권을 획득한 사례는 없다.
- 낮 경기로 이뤄지고 있던 1994년까지는 TV 도쿄 계열 이외의 각 계열이 방영권을 획득했을 경우에는 획득한 계열 이외의 국에서도 방송되고 있었지만 전 일정이 야간으로 개최된 1995년 이후에는 방영권을 획득한 계열의 국에서만 방송되고 있다. 그 때문인지 현에 따라서는 전 경기가 방송되지 않은 해도 있다.
  - 1995년 이후 크로스넷 방송국의 취급은 다음과 같다.
    - 후쿠이 방송: 닛폰 TV 계열 제작에만 방송(TV 아사히 계열 제작 방송은 없음)
    - TV 오이타: 화·목요일은 후지 TV 계열 제작에만, 수·토·일요일은 닛폰 TV 계열 제작에만 각각 방송
    - TV 미야자키: 화·수·목·토요일은 후지 TV 계열 제작에만, 일요일은 닛폰 TV 계열 제작에만 각각 방송(TV 아사히 계열 제작 방송은 없음)

  - 이하의 현은 완전 야간 개최가 된 1995년 이후에는 계열국이 소재하지 않는 계열이 중계를 실시하는 경우는 방송하지 않는다(TV 도쿄 제작의 경우 제외).
    - 닛폰 TV 계열 제작: 오이타현(화·목요일 경우에만 해당), 미야자키현(화·수·목·토요일 경우에만 해당), 오키나와현
    - TV 아사히 계열 제작: 야마나시현·도야마현·후쿠이현·돗토리현·시마네현·도쿠시마현·고치현·미야자키현
    - TBS 계열 제작: 아키타현·후쿠이현·도쿠시마현
    - 후지 TV 계열 제작: 아오모리현·야마나시현·야마구치현·도쿠시마현·오이타현(수·토·일요일 경우에만 해당)·미야자키현(일요일 경우에만 해당)
    - 현재 TV 아사히 계열국이나 후지 TV 계열국이 있는 지역 중 1994년에는 3~5차전이 야간에 열렸지만 TV 아사히 계열의 방송이 됐기 때문에 이와테현·에히메현·오키나와현은 방송되지 않은 것 외에 1995년·1996년 후지 TV 계열 중계 경기는 야마가타현과 고치현에서, 1995년 3차전은 TV 아사히 계열의 방송이 됐으므로 이와테현에서 각각 방송되지 않았다.[주 20]
- 퍼시픽 리그 구단은 TV 도쿄·TV 도쿄 계열의 방송국이 추천을 받곤 하는데 소프트뱅크, 지바 롯데, 닛폰햄, 오릭스에서 추천 실적이 있다. 이 경우 계열국이 적기 때문에[주 21] 실제로 지상파로 생중계를 볼 수 있는 지역은 다른 계열 방송국에 비해 큰 폭으로 적은 편이다(센트럴 리그 측은 그동안 주니치 드래건스가 진출했을 경우에만 방송권을 따냈다). 위성방송인 NHK BS1(예전에는 NHK 하이비전도)을 통한 중계로 보완하게 된다(TV 도쿄 계열의 BS TV 도쿄에서의 방송은 현재 실시되지 않은 상태임).
  - 과거에 TV 도쿄는 다음의 경기를 방송하였다.
    - 1970년·롯데 vs 요미우리(3·4차전, 4차전은 NHK 종합 텔레비전 병렬)
    - 1974년·롯데 vs 주니치(5차전)
    - 2003년·다이에 vs 한신(7차전, 제작·TVQ 규슈 방송)
    - 2005년·지바 롯데 vs 한신(2차전)
    - 2006년·닛폰햄 vs 주니치(4차전, 제작 협력·TV 홋카이도)
    - 2007년·닛폰햄 vs 주니치(2·5차전, 2차전은 제작 협력·TV 홋카이도, 5차전은 센트럴 리그 측의 홈경기 제작 협력·TV 아이치)
    - 2010년·지바 롯데 vs 주니치(4차전, 1차전 = 센트럴 리그측 홈경기의 방영권을 TV 아이치가 따냈는데 전국 중계는 되지 않았음)
    - 2011년·소프트뱅크 vs 주니치(2·5차전, 2차전은 제작 협력·TVQ 규슈 방송이며, 5차전은 센트럴 리그측의 홈경기 제작 협력은 TV 아이치)
    - 2015년·소프트뱅크 vs 야쿠르트(2차전, 제작 협력·TVQ 규슈 방송)
    - 2021년·오릭스 vs 야쿠르트(2차전, 제작 협력·TV 오사카)
    - 2023년·오릭스 vs 한신(2차전)

  - 또한 방영권을 획득하면서 우승 결정에 의한 미개최로 결방된 것은 다음과 같다.
    - 2005년·지바 롯데 vs 한신(7차전)
    - 2009년·닛폰햄 vs 요미우리(7차전, TV 홋카이도 제작 협력)
    - 2010년·지바 롯데 vs 주니치(8차전, TV 아이치 제작 협력에 의한 전국 방송될 예정이었음)
    - 2019년·소프트뱅크 vs 요미우리(7차전, TVQ 규슈 방송 제작 협력)
- 1970년과 1974년에는 온종일 개최됐는데 일부 방송국에서는 로컬 세일즈 시간대였기에 특히 도쿄 12ch과 결속이 강한 지방 방송국으로 프로그램이 판매돼[주 22] 동시 방송이 이루어졌다.
- 그러나 야간 경기 개최 이후 6차례(경기 자체가 없었던 때를 제외한 이하 동문)의 중계는 계열 방송국의 편성 사정으로 생방송은 TXN 계열 5개국과 주쿄·긴키의 독립 현지국을 시청할 수 있는 지역에 한정됐으며 2003년에 지방 방송국에는 90분으로 편집한 녹화 중계 버전을 판매하여 당일 심야(다음날 미명)에 방송했던 방송국도 있었지만 2005년 이후에는 그것마저 방송되지 않고 계열이 없는 대다수의 현에서는 TXN의 경기 실황을 볼 수 없는 상태가 됐다(BS JAPAN→BS TV 도쿄·TX계열의 CS(AT-X나 닛케이 CNBC)에서도 중계되지 않았기 때문).
- 1999년 다이에-주니치의 경기에서도 한 번은 7차전을 TV 도쿄 계열(제작·TVQ 규슈 방송(당시))에서의 방송이 결정돼 있었지만 계열 방송국이 적은 것과 위성방송의 전혀 보급되지 않았다는(당시 BS 민방은 유료 방송인 WOWOW뿐이었다. 민방 키국 계열의 무료 방송을 포함해서 디지털 방송의 개국은 2000년 12월 1일) 이유로 ANN(규슈 아사히 방송)에 양보했던 적이 있다. 그러나 다이에가 4승 1패의 성적으로 우승하면서 7차전 자체가 열리지 않았다.
- 또 1998년에 닛폰햄[주 23], 2001년에 다이에가 각각 진출했을 경우 1998년에는 4차전, 2001년에는 7차전 방영이 검토됐지만 이들 두 팀이 우승을 놓쳤기 때문에 무산됐다.
- 2023년에는 퍼시픽 리그 클라이맥스 시리즈에서 오릭스, 지바 롯데가 각각 진출할 경우 2차전 방송이 검토된 바 있다. 그러나 이 시점에서 센트럴 리그 클라이맥스 시리즈에서 한신, 히로시마가 남아 있었지만 최종적으로 한신이 진출했기 때문에 2차전 방송에 이르렀다.
- 또한 TV 아사히 계열은 1970년대 후반의 UHF 방송국 개국 이후 1990년대의 헤이세이 신국의 개국 때까지 기간 도시에서의 단계를 뒤쫓아 최종적으로 기간 도시 이외의 지방 계열을 늘렸지만 계열 방송국이 적었던 시대에는 그 추천을 좀처럼 받지 못했기 때문에 중계를 할 수 있었던 경기는 한정됐다. 중계를 할 수 있었을 경우에도 낮 경기로 개최된 시절에는 대부분 지역이 계열외 네트워크가 됐다. 특히 난카이 호크스와의 관계가 강한 마이니치 방송이 1975년 3월 30일 ‘장염전 넷 체인지’가 해소될 때까지는 NET(당시) 계열이었던 것에서 마이니치 방송발 난카이전의 일본 시리즈 방송은 1959년 요미우리전에서의 1·2차전,[주 24] 난카이전 이외에서는 1962년 한신 대 도에이의 1·6·7차전의 3경기만으로 총 5경기에 그쳤다.[주 25]
- NHK에서도 1991년까지는 주로 가장 빨리 우승이 결정되는 4차전을 중심으로(예외 있음) NHK 종합 텔레비전에서 생중계하였으나 위성방송의 보급에 의한 방송 편성을 재검토하면서 지상파에서의 방송은 1991년 이후에 이뤄지지 않았다. 독점 방송은 앞에서 말한 1974년 주니치 대 롯데 6차전(롯데가 우승을 결정짓는 경기)을 마지막으로 중단됐다.
- 2023년에는 사상 최초의 민방 5국 네트워크가 5차전까지 최소 1경기씩 중계를 실시했다.[주 26] 당초 2019년에도 1차전·2차전·6차전·7차전이 닛폰 TV 계열을 제외하고 방영권을 얻었지만 4차전에서 승부가 났기 때문에 실현되지 않았다.[주 27]
- 2024년에는 2차전이 제50회 일본 중의원 의원 총선거와 겹치면서 28년 만에 선거 특집 방송과 일본 시리즈 중계 스케줄이 겹치는 상황이 발생했다.[주 28]

### 현지 독립 방송국
- 1985년 한신 대 세이부의 3·5차전이 효고현 지역 방송국인 선 TV(효고현 로컬)에서 방송됐다. 독립 현지국에서는 인터넷으로 받는 것 이외에는 사상 첫 방송권이었지만 이 때는 3차전이 아사히 방송, 5차전은 요미우리 TV와의 병렬 방송이었기에 독점 방송은 아니었다. 이후 2003년 한신 대 다이에, 2005년 한신 대 지바 롯데 등 2차례는 선 TV가 주관 경기의 방영권을 얻는 일은 없었지만, 효고현내에서는 인접 부현의 TXN 계열 현역국인 TV 오사카·TV 세토우치[주 29]가 수신할 수 없는 지역에 대한 배려로서 한신 구단의 요청에 의해 TV 도쿄 제작의 각각 퍼시픽 리그측 주관 경기(2003년 7차전, 2005년 2차전)를 네트워크로 중계한 바 있다. 하지만 2023년 한신 대 오릭스에 대해서는 방송이 보류됨에 따라 TV 도쿄 계열에서 중계된 2차전이 한신의 보호지역인 효고현내 중에서 TV 오사카[주 30]나 TV 세토우치[주 31] 중 어느 것도 TV 수신이 불가능한 세대에서는 지상파에서 중계를 맛볼 수 없는 상황이 발생했다.
- 2010년의 1차전·2차전·5차전은 지상파 전국 중계를 하지 않았다. 주부닛폰 방송의 계열국인 TBS 계열에 우선권이 있었지만 시간대가 ‘세계 배구’ 중계와 겹쳐 TBS 계열은 방송권을 획득하지 않았다. 1차전은 나고야 돔이 있는 아이치현 계열 방송국인 TV 아이치,[주 32] 2차전은 주쿄 광역권의 도카이 TV에서, 5차전은 지바 마린 스타디움이 있는 지바현 현역 독립 방송국인 지바 TV에서는 지바현 로컬에서 방송됐다. 앞에서 말한 한신과 세이부의 경기가 광역 방송(준 키국)과의 병렬이 있었다면 이 경기의 지상파 방송은 지바 TV 뿐이어서 당초에는 사상 최초로 ‘현지 독립 방송국 독점 중계’가 될 가능성이 있었다. 그 후 5차전의 중계에 관해서는 11월 3일에 CBC가 갑작스레 자사 제작을 실시하는 도카이 지방에서의 방송을 맡으면서 지바 TV 제작의 중계가 미에 TV에도 동시에 네트워크 방송하기로 했다.[31] 그런데도 간토 지방에서는 지바 TV만이 방송하여 키국을 포함해 ‘간토 지방 TV 방송국 독점 중계’가 됐다.

### 위성방송
계열 방송국에 따라 대응이 달라진다. 프로 야구 중계방송 실적이 없는 방송국은 원칙적으로 생략한다.

#### BS 방송
NHK
- NHK-BS에선 1998년과 2002년을 제외하고 방송 실적이 있다. 특히 지상파인 TV 도쿄 계열의 중계를 하는 경우에는 방송되지 않은 지역의 커버로 반드시 열린다. 2009년 이후 BS에서는 NHK BS1에서만의 방송이 됐으며 타 BS방송국에서는 2012년 BS 닛폰 TV에서 녹화 다이제스트를 제외하고 방송되지 않게 됐다.[주 33]
  - BS1 : 1988년 ~ 1991년(전 경기 녹화 중계), 1992년 ~ 1997년(4차전만 생중계, 그 외에는 녹화 중계)[주 34], 1999년(2·3차전), 2000년(4·5차전), 2007년(2·5차전), 2009년(1·2·3·6차전), 2010년(1·2·3·4·5차전)[주 35], 2011년(2·5·6·7차전), 2012년(2·3·4차전), 2013년(2·3·6·7차전), 2014년(2·3·4·5차전), 2015년(1·2·3차전), 2016년(4·5차전), 2017년(1·2·4·6차전), 2018년(3·4·5차전), 2019년(1·2·3차전), 2020년(2·3·4차전), 2021년(1·2·3·4·5·6차전)[주 36], 2022년(2·3·5·6차전), 2023년 (1·2·3·5차전)
  - BS hi : 2008년(1·6·7차전)
  - BS1·BS hi 동시 방송 : 2001년(2차전), 2003년(1·2·4·5·7차전), 2004년(2·7차전), 2005년(2차전), 2006년(2·4차전)

닛폰 TV 계열
- BS닛폰에서의 방송 실적은 없음(다만 2003년(2차전, 5차전), 2012년(1차전, 6차전), 2013년(4차전, 5차전)에는 1시간 다이제스트판으로 방송).

TV 아사히 계열
- BS아사히에서 2001년(1·4전. 후자는 녹화), 2002년(3차전), 2003년(3·6차전. 후자는 녹화)은 완전 중계했으며 또한 2006년(3·5차전), 2007년(1차전), 2008년(2 ~ 5차전)은 각각 1시간 다이제스트판으로 방송했다.

TBS 계열
- BS-TBS에서 BS-i 시대인 2002년(4차전), 2004년(5차전)에 방송 실적이 있다.

TV 도쿄 계열
- BS JAPAN에서는 방송 실적은 없다.

후지 TV 계열
- BS후지에서 2001년(3·5차전), 2004년(6차전)의 방송 실적이 있다.

그 외 BS11, TwellV, FOX bs238, J SPORTS 등 2007년 이후에 개국한 방송국에서의 방송 실적은 없다.

#### CS 방송
닛폰 TV 계열
- 요미우리 자이언츠(요미우리가 주관하는 모든 경기) 이외의 다른 구단이 출전할 경우, 후자는 계열국[주 38]이 방영권을 얻을 경우엔 닛테레 지타스를 통해서 완전 생중계와 심야에 완전 녹화 중계(지상파와 같은 내용)를 한다. 닛테레 NEWS24·닛테레 플러스 드라마·아니메·스포츠는 방송 실적이 없다.[주 39]

TV 아사히 계열
- 테레 아사 채널 2(2012년에는 아사히 뉴스타)에서 지상파와 같은 내용으로 완전 녹화 중계였다. 또한 TV 아사히에는 직접 관할하는 CS 테레 아사 채널 1도 있지만 이쪽은 구성의 특수성의 관계상 방송 실적이 없다. 또 2011년까지 TV 아사히 계열 제작의 경기는 같은 계열 방송사인 아사히 방송(현재의 ‘아사히 방송 그룹 홀딩스’. 인정 방송 지주회사 이행과 함께 분사화되면서 TV 사업 자체는 그 자회사인 아사히 방송 TV로 계승) 산하의 스카이·A에서 방영된다.[주 40]

TBS 계열
- TBS 채널 2에서 지상파와 같은 내용으로 완전 녹화 중계였다. 2013년까지는 편성의 특수성 관계로 방송 실적이 없었다(또한 TBS 뉴스 버드에서 같은 취지로 실시[주 41]하고 있었지만 뉴스 버드에서의 방송은 2011년부로[주 42] 종료됐다). 또한 같은 JNN 계열의 마이니치 방송의 모회사(인정방송 지주회사)인 MBS 미디어홀딩스 산하의 GAORA에서는 방송 실적이 없다.

TV 도쿄 계열
- CS에서의 방송 실적 없음(직접 관할하는 닛케이 CNBC와 AT-X는 각각 편성의 특수성의 관계상 방송할 수 없음).

후지 TV 계열
- 후지 TV ONE(739) 또는 후지 TV TWO(721)에서 지상파와 같은 내용으로 완전 생중계(사정에 따라 녹화 중계한 경기도 있음).

그 외 2010년에는 지상파 전국 방송을 하지 않는 경기가 있었기 때문에 J SPORTS로 1·2·5차전을 자주 제작(이중 1차전은 TV 아이치의 영상을 제공받아)으로 방송했다. 더욱이 FOX SPORTS 재팬·스포츠 라이브+는 방송 실적이 없다.

## 라디오 방송
일본 시리즈는 NPB 주최이기 때문에 정규 시즌의 방송권 유무에 관계없이 평등하게 중계할 수 있다. 정규 시즌 및 클라이맥스 시리즈는 방송 불가능한 JRN 계열에 있어서의 도쿄 야쿠르트 스왈로스의 홈 경기도 일본 시리즈에서는 중계할 수 있다. 방송권은 원칙적으로 일본 시리즈 모든 경기를 대상으로 하고 있다. 2025년 기준으로 경기에 관계없이 매년 생중계하는 방송국은 NHK 라디오 제1방송과 분카 방송, 닛폰 방송(2020년까지는 마이니치 방송의 라디오 부문) 등 4개 방송국이다. 그리고 도카이 라디오는 예전에 주니치가 출전했을 시에 방송했지만 주니치가 일본 시리즈에 출전하지 못한 2012년 이후에도 2020년 이외의 경기에 관계없이 NRN 넷으로 중계하고 있다. ABC 라디오는 2019년 이후 ‘한신이 출전하지 않는 일본 시리즈는 중계하지 않는다’는 방송국 내부 방침에 따라 중계를 미루다가 2023년에 한신의 일본 시리즈 진출이 결정되면서 2018년 이후 일본 시리즈 중계가 이뤄지게 됐다.
또한 일본 시리즈 기간 중 야간 오프의 편성을 위해 정규 시즌과 네트워크 편성이 다른 이상 인터넷 방송을 하지 않는 방송국도 생긴다. 그리고 현지 구단이 있는 방송국에서는 현지 구단이 출전한 그 경기만을 방송하는 경우도 있다. 2017년까지는 많은 민영 방송국들이 방송하고 있었지만 TBS 라디오 철수 이후로는 급감하여 2024년에는 구단 비소재지에서는 방송이 없어지고 NHK 단독으로 방송 지역이 많아졌다.
라디오 오사카는 2006년 이후, TBS 라디오와 CBC 라디오는 2018년 이후, 방송을 실시하지 않았다. RF라디오닛폰은 2013년 이후 요미우리 자이언츠의 홈 경기만 방송했다.
FM에 대해서는 사이타마 세이부 라이온스가 진출한 경우에만 FM 넥파이브에서 방송되고 있다.

## 인터넷 전송
일본 시리즈의 인터넷 전송 도입은 2016년에 개국한 Abema TV(현: ABEMA)가 처음이다. 그 해에는 출자회사인 TV 아사히가 중계하는 경기에서 독자적인 실황·해설을 붙이는 방식으로 동시 전달을 실시했다. 그 외의 키국이 출자회사가 되고 있는 인터넷 전송업자에 있어서도 2018년부터 훌루(닛폰 TV), Paravi→U-NEXT(TBS·TV 도쿄), 후지 TV ONEsmart(후지 TV)에서 동시 전송을 하게 됐고 2018년엔 전 경기를 인터넷에 전송되는 첫 사례가 됐다. TVer(재경 민방 텔레비전 방송국 5사 공동출자)에서는 2022년부터 일본 시리즈를 동시에 배포하고 있다. 더욱이 정규 시즌, 클라이맥스 시리즈와는 주최가 다르기 때문에 DAZN, 퍼시픽 리그 TV 등에서의 중계는 이뤄지지 않는다.

## 경기 시작 시간
- 1950년부터 1963년까지, 1965년부터 1994년까지 평일[33]과 주말 낮 경기를 치렀다.[34]
- 1964년과 1995년부터 현재까지 평일과 주말 야간 경기를 치르게 된다.

## 그 외

### 일본 시리즈 매치업
- 현존하지 않는 구단도 포함하여 센트럴 리그 7개 구단과 퍼시픽 리그 7개 구단의 매치업 중에서 존재하는 매치업에 대해서는 대전 결과를 모두 기재했고 존재하지 않는 매치업은 ‘X’로 기재했다.
  - 일본 시리즈 출전 경험이 있는 구단만 기술한다.
  - 대전 성적에 대해 일본 시리즈 정상에 오른 구단은 굵은 글씨로 표기했다.[주 54]
  - 매치업은 전신 구단을 포함한다.[주 55]
  - 대전 결과의 숫자는 일본 시리즈에서 ‘센트럴 리그 구단 우승 횟수 - 퍼시픽 리그 구단 우승 횟수’를 나타내며 우세 구단은 굵은 글씨로 표기했다.

| 구단   | 구단     | 퍼시픽 | 퍼시픽     | 퍼시픽 | 퍼시픽 | 퍼시픽    | 퍼시픽 | 퍼시픽 |
| 구단   | 구단     | 오릭스 | 소프트뱅크 | 세이부 | 닛폰햄 | 지바 롯데 | 라쿠텐 | 긴테쓰 |
| ------ | -------- | ------ | ---------- | ------ | ------ | --------- | ------ | ------ |
| 센트럴 | 요미우리 | 5 - 3  | 9 - 3      | 3 - 7  | 3 - 0  | 1 - 0     | 0 - 1  | 1 - 0  |
| 센트럴 | 한신     | 1 - 0  | 0 - 3      | 1 - 0  | 0 - 1  | 0 - 1     | ×      | ×      |
| 센트럴 | 주니치   | ×      | 0 - 2      | 1 - 3  | 1 - 1  | 0 - 2     | ×      | ×      |
| 센트럴 | 야쿠르트 | 3 - 1  | 0 - 1      | 2 - 1  | ×      | ×         | ×      | 1 - 0  |
| 센트럴 | DeNA     | ×      | 1 - 1      | 1 - 0  | ×      | 1 - 0     | ×      | ×      |
| 센트럴 | 히로시마 | 1 - 1  | 0 - 1      | 0 - 2  | 0 - 1  | ×         | ×      | 2 - 0  |
| 센트럴 | 쇼치쿠   | ×      | ×          | ×      | ×      | 0 - 1     | ×      | ×      |

- 일본 시리즈에 진출할 당시 전신 구단 목록
  - DeNA: 다이요 웨일스, 요코하마 베이스타스
  - 오릭스: 한큐 브레이브스, 오릭스 블루웨이브
  - 소프트뱅크: 난카이 호크스, 후쿠오카 다이에 호크스
  - 세이부: 니시테쓰 라이온스
  - 닛폰햄: 도에이 플라이어스
  - 지바 롯데: 마이니치 오리온스, 다이마이 오리온스, 롯데 오리온스

### 전력외 통보
- 제2차 전력외 통보는 원칙상 클라이맥스 시리즈가 종료된 다음날부터 일본 시리즈가 종료된 다음날까지이지만 일본 시리즈 출전 팀은 그 기한이 4일간 연장된다.

## 주해
1. ↑  고교 야구 지방 대회 등과 같은 경기에서 사용될 경우 일본 시리즈의 경기를 우선시 하고 있다. 2024년의 경우 DeNA가 클라이맥스 시리즈 진출이 결정됐지만 이미 요코하마 스타디움은 제77회 추계 간토 지구 고교 야구 대회의 경기장으로 사용할 예정이었다가 일본 시리즈 출전을 고려해서 급히 변경했다.
2. ↑  변경 당시에는 아시아 시리즈의 일정이 가까워지는 관계로 이동일을 이유로 꼽히고 있다가 아시아 시리즈(대체 대회 포함) 개최가 중단된 2014년 이후에도 계속 답습되고 있다. 또한 2차전과 3차전 사이의 이동일·휴양일은 종전과 같이 계속된다.
3. ↑  도쿄 올림픽이 열리기 때문에 7월 16, 17일 올스타전부터 8월 13일 시즌 후반기 개막할 때까지 약 한 달 동안 정규 시즌이 중단됐다. 더욱이 시즌 중에 클라이맥스 시리즈, 일본 시리즈 일정이 당초 예정으로부터 1주일 뒤로 미뤄졌다.
4. ↑  팜 일본 선수권에서는 전년도 2020년부터 2년간 채택되곤 있었지만 채택 후에는 모두 9회까지 마무리를 짓는 것으로 하고 있기 때문에 실제로 타이브레이크 실시에는 이르지 않았다.
5. ↑  기본적으로 4승 3패로 승부가 나면 승리 팀에겐 2명, 패전 팀에겐 1명, 4승 무패로 승부가 나면 승리 팀에겐 3명이 선출되지만 4승 2패 및 4승 1패로 승부가 났을 경우 각 경기 전개에 따라 배분이 달라진다.
6. ↑  NPB 공식적인 서열은 우수 선수상보다 하위지만 패전 팀에 있어서는 자기 팀의 우수 선수상보다 격상된 것이다.
7. ↑  일방적인 전개가 되더라도 1956년 요미우리(2승 4패를 기록하면서도 수상 선수는 없음)를 제외한 패전 팀에서 가장 활약한 선수가 선정돼 ‘해당자 없음’은 사례가 없다.
8. ↑  일본 야구 기구의 파트너(공식 스폰서)인 사업 회사의 주식회사 코나미 디지털 엔터테인먼트가 아닌 지주 회사의 코나미 본사이다.
9. ↑  1988년 도쿄 돔이 개장하기 전까지는 12개 구단의 홈구장이 모두 야외 구장이었고 현재도 센트럴 리그는 야쿠르트, DeNA, 한신, 히로시마 등 4개 구단이, 퍼시픽 리그는 라쿠텐, 지바 롯데 등 2개 구단이 야외 구장, 또한 퍼시픽 리그 팀인 세이부가 다른 공조 설비를 갖춘 전천후형 돔구장과 달리 돔 지붕과 스탠드 사이에 벽이 없고 공조 설비도 거의 갖춰지지 않은 자연 공기를 흡수할 수 있는 베루나 돔을 홈구장으로 사용하고 있다.
10. ↑  만약 예정대로 개최했더라면 일본 시리즈 사상 최초로 9월에 개최될 뻔했다. 참고로 메이저 리그에서는 1918년 월드 시리즈가 전쟁의 영향으로 9월로 앞당겨진 사례가 있다.
11. ↑  본래의 보호지역 외에서의 월현 개최된 첫 사례가 됐다.
12. ↑  요미우리 신문사가 초청한 뉴욕 자이언츠(현 샌프란시스코 자이언츠)의 단독 팀과 마이니치 신문사가 초청한 미국 메이저 리그 선발 팀에 의한 대회였다.
13. ↑  1953년 6차전 이후 보호지역 이외에서 월현 개최가 됐다.
14. ↑  1975년에는 히로시마 도요 카프의 홈구장인 구 히로시마 시민 구장은 당시 수용 인원이 24,500명, 2013년에는 도호쿠 라쿠텐 골든이글스의 홈구장인 K스타 미야기도 28,120명(상설 23,451명)으로 규정치인 3만 명을 밑돌았지만 모두 개최된 바있다.
15. ↑  1974년 3~5차전 이래 보호지역 외에서 개최된 것이다.
16. ↑  그해 9월 12일 히로시마 대 한신전(한신 고시엔 구장)에서 다나카 고스케(히로시마)의 타구를 비디오 판정으로 볼 인 플레이(3루타)로 했지만, 후에 NPB가 ‘홈런이었다’라고 오심을 인정하고 사죄한 터라 클라이맥스 시리즈 및 일본 시리즈에서는 센트럴·퍼시픽 양대 리그가 총괄하는 영상 검증에 참여하게 됐다.
17. ↑  긴테쓰와의 합병으로부터 3년 간(2005년 ~ 2007년)은 특례 조치로서 한신(프랜차이즈 제도 도입 후에는 이 3년을 제외하고 효고현에만)과 오릭스가 오사카부·효고현을 이중 연고지로 있었다.
18. ↑  낮 경기로 개최된 시절에는 다른 계열 방송국이 수요일과 일요일에, 아사히 방송 TV가 다른 요일에 중계하는 일도 있었다. 또 아사히 방송 TV와 타 방송국의 병렬 중계가 이뤄진 적도 있다.
19. ↑  단, 수요일 중계는 키국이던 TV 아사히가 같은 요일에 방송되는 《파트너》를 우선할 의향도 있어서 주관 구단에 관계없이 2003년을 마지막으로 중단됐다(한신 타이거스가 출전한 2005년은 화요일, 2014년은 토요일, 2023년은 목요일 중계를 담당).
20. ↑  에히메 아사히 TV는 1995년 4월에, 류큐 아사히 방송은 1995년 10월에, 이와테 아사히 TV는 1996년 10월에, 사쿠란보 TV와 고치산산 TV는 1997년 4월에 각각 개국했다.
21. ↑  다른 4계열이 홋카이도에서 오키나와까지 대개 25개사 전후의 방송국을 가진 반면 TV 도쿄 계열은 2025년 4월 기준으로 6개사밖에 없으며 구단의 보호 지역에서도 미야기현·효고현·히로시마현에 본래 방송 대상 지역 상의 TV 도쿄 계열국이 없는 상태이지만 이 중 TV 도쿄로의 추천이 이루어지지 않는 것은 미야기현이 구단 보호 지역인 라쿠텐 이글스가 진출한 경우 및 히로시마현이 구단 보호 지역인 히로시마 도요 카프가 진출한 경우에 한하며, 반대로 효고현이 구단 보호 지역인 한신 타이거스가 진출한 경우가 있다. 이로 인해 일본 시리즈의 중계 권한은 간밤에 결정되지 않으면 예기치 못한 사정으로 인해 결정되지 않는 경우도 자주 발생하고 있다.
22. ↑  주쿄권은 원래대로라면 닛케이 자본인 주쿄 TV에서 중계돼야 했는데 UHF의 시청 세대가 아직 적었기 때문에 나고야 방송에서 중계됐다. 긴키 지방의 경우 1970년의 3차전과 1974년의 5차전은 당시 크로스네트국의 관계에 있었던 마이니치 방송으로 1970년의 4차전은 그 당시부터 도쿄 12ch의 준키국 취급을 받던 긴키 방송·선 TV에서 중계됐다.
23. ↑  닛폰햄은 지금까지 TV 아사히(ANN) 계열이 거의 독점적으로 방송(1981년 닛폰햄이 주관한 3경기는 모두 TV 아사히가 독점)하고 있었지만 1990년대 중반 이후로는 주로 주말의 낮 경기를 중심으로 한 방송이 강화된 점을 계기로 추천이 검토됐기 때문이다.
24. ↑  요미우리 TV, 닛폰 TV, NET와의 4사 공동 제작·동시 방송이며 그 중 1차전이 마이니치 방송이 주도, 2차전은 요미우리 TV 주도로 제작됐다. 또한 고라쿠엔 구장으로 옮긴 3·4차전도 똑같은 방식이었지만 닛폰 TV 주도로 방송됐다.
25. ↑  또 마이니치 방송은 위에서 말한 1970년 롯데-요미우리의 3차전과 1974년 롯데-주니치의 5차전 등 2경기에 대해 도쿄 12ch과의 네트워크 할당에 의한 중계를 실시했다.
26. ↑  이 가운데 후지 TV 계열은 오릭스 주관 경기를 2경기(1차전·7차전), TBS 계열은 오릭스 주관·한신 주관을 1경기씩 방영했다. TV 도쿄 계열은 오릭스 주관을 1경기, 닛폰 TV 계열·TV 아사히 계열은 한신 주관의 경기 1경기이다.
27. ↑  2019년의 경우 1차전은 후지 TV 계열, 2차전은 TBS 계열, 3~5차전까지는 닛폰 TV 계열, 6차전은 TV 아사히 계열, 7차전은 TV 도쿄 계열에 방영될 예정이었지만 4차전에서 승부가 났기 때문에 이뤄지지 않았다.
28. ↑  전회 1996년 일본 시리즈 2차전, 닛폰 TV가 중계하고 있었다.
29. ↑  모두 효고현을 방송 대상 지역으로 하지 않고 있으며, 효고현내에 중계 방송국 설치가 가능하지 않기 때문이다(케이블 방송국에 구역 외 재송신 지역은 있다).
30. ↑  원래 방송 대상 지역은 오사카부
31. ↑  원래 방송 대상 지역은 오카야마현과 가가와현
32. ↑  방송 시간은 18:30 ~ 20:56이며 다만 최대 21:00까지 연장은 있었다. 같은 TX네트워크의 TV 오사카에도 전달됐다(19:00 ~ 20:54, 《토요 스페셜》을 바꾸어 방송하면서 연장은 없음). 또한 TV 아이치에서는 《출몰! 아도마칙쿠 천국》 방송 중에도 경기 종료까지 두 화면 방송을 했다.
33. ↑  일부 경기는 NHK 월드 프리미엄에서 해외를 겨냥한 동시 방송을 했던 실적도 있다.
34. ↑  1991년에 한해서 종합 TV에서의 4차전 생중계가 종료돼 1992년부터 4차전 생중계는 BS를 통해 방송됐다.
35. ↑  1차전과 2차전은 도카이 지구, 5차전은 도카이 지구와 지바현 이외에 지상파 텔레비전 중계는 이뤄지지 않았다.
36. ↑  미개최된 7차전까지 포함하여 한 시리즈에서 전 경기 방영권을 획득한 것은 사상 최초다.
37. ↑  2010년에 J SPORTS에서 방송됐던 당시 BS방송은 개시되지 않았다.
38. ↑  히로시마가 출전한 2016년 10월 29일의 6차전(마쓰다 스타디움)을 히로시마 TV 방송이, 후쿠오카 소프트뱅크 호크스가 출전한 2018년 10월 31일의 4차전(후쿠오카 야후오쿠! 돔)을 후쿠오카 방송이 모두 닛폰 TV와 공동으로 방영권을 얻은 것에 따른 것이다.
39. ↑  2014년에는 7차전까지 넘어갈 경우 지상파에서 방송할 수 있도록 돼있었지만 닛테레 지타스·닛테레 플러스로 방송하는 것에 대해서는 미정이었다(5차전에서 종료됐기 때문에 방송도 없었음). 또한 닛테레 플러스는 2014년을 마지막으로 야구 중계가 종료하였기 때문에 방송은 종료됐다. 닛테레 NEWS24는 2018년 시즌부터 프로 야구 중계를 시작했다.
40. ↑  또한 2014년 1차전은 스카이·에이에서 방송됐다.
41. ↑  과거 주니치·소프트뱅크 주최 경기에서 실적이 있다. 단 2011년의 일부 경기는 지상파에서의 방송은 실황으로 대체됐다.
42. ↑  실제로 2014년 5월까지 TBS 채널·뉴스 버드를 병렬로 방송.
43. ↑  1963년 방송 개시. 1950년부터 1962년 사이에 NHK 라디오 제2방송에서 방영됐다.
44. ↑  대회 기간 중의 일요일에 국정선거(중의원 해산에 의한 총선거 등)의 투개표가 이뤄지는 경우에는 개표 속보를 우선하기 때문에 방송되지 않는 경우가 있다.
45. ↑  이상 4개사는 2023년에도 방영한다.
46. ↑  프로 야구 중계에서 분카 방송과의 상호 네트워크 관계는 페넌트레이스에 있어서 2018년을 끝으로 끊겼지만 일본 시리즈에서는 지바 롯데 마린스가 출전할 시의 ZOZO 마린 스타디움 개최분에 한해서 계속된다(단, 2021년까지 실례 없음).
47. ↑  오릭스가 출전한 2021년에는 NRN 넷으로 뒤에서 보내주면서 제작, 2022년에는 닛폰 방송 중계의 기술 협력뿐이었다.
48. ↑  닛폰햄이 출전했을 경우의 HBC 라디오, STV 라디오, 라쿠텐이 출전했을 경우의 TBC 라디오, 히로시마가 출전했을 경우의 RCC 라디오, 소프트뱅크가 출전했을 경우의 RKB 라디오, KBC 라디오가 해당된다.
49. ↑  2008년 이후 프로 야구 정규 시즌에 관한 방송도 이뤄지지 않았다.
50. ↑  2017년에 프로 야구 중계에서 손을 뗐고 2018년 이후 정규 시즌에 의한 JRN 계열국 중계에서는 2022시즌까지 DeNA 주최 경기만 중계했다. 그 이외의 경기는 분카 방송·닛폰 방송(이상 세이부 주최·RCC 라디오 전용 토·일요일 낮 경기 이외의 지바 롯데 주최·요미우리 주최의 토·일요일 야간)·RF 라디오 일본(요미우리 주최의 낮 경기와 평일 야간·RCC 라디오 전용의 토·일요일 낮 경기의 지바 롯데 주최)이 실시하고 있다.
51. ↑  현지 구단의 불참과 2017년 시즌을 끝으로 JRN 주간국의 TBS 라디오가 프로 야구 중계에서 철수한 영향에 의한 것이다.
52. ↑  2012년과 2020년에 출전했지만 방송은 없었다. 구단이 아닌 NPB 주최로 방영권료가 고액인 것과 청취율 저하, 제작비 급등, 통상 편성의 우선 등이 이유였다.
53. ↑  U-NEXT에 대해서는 Paravi를 통합한 2023년의 전송은 하지 않고 그 해의 TVer에서만 전송이 됐다.
54. ↑  예를 들어 ‘1967(요미우리-한큐)’ 이라는 표기는 1967년 일본 시리즈에서 요미우리가 일본 시리즈에서 우승했다는 것을 의미한다.
55. ↑  예를 들어 한큐는 오릭스의 전신 구단이므로 한큐와의 대전 성적은 오릭스와의 대전 성적으로 취급한다.
56. ↑  1967(요미우리-한큐), 1968(요미우리-한큐), 1969(요미우리-한큐), 1971(요미우리-한큐), 1972(요미우리-한큐), 1976(요미우리-한큐), 1977(요미우리-한큐), 1996(요미우리-오릭스)
57. ↑  1951(요미우리-난카이), 1952(요미우리-난카이), 1953(요미우리-난카이), 1955(요미우리-난카이), 1959(요미우리-난카이), 1961(요미우리-난카이), 1965(요미우리-난카이), 1966(요미우리-난카이), 1973(요미우리-난카이), 2000(요미우리-다이에), 2019(요미우리-소프트뱅크), 2020(요미우리-소프트뱅크)
58. ↑  1956(요미우리-니시테쓰), 1957(요미우리-니시테쓰), 1958(요미우리-니시테쓰), 1963(요미우리-니시테쓰), 1983(요미우리-세이부), 1987(요미우리-세이부), 1990(요미우리-세이부), 1994(요미우리-세이부), 2002(요미우리-세이부), 2008(요미우리-세이부)
59. ↑  1981(요미우리-닛폰햄), 2009(요미우리-닛폰햄), 2012(요미우리-닛폰햄)
60. ↑  1970(요미우리-롯데)
61. ↑  2013(요미우리-라쿠텐)
62. ↑  1989(요미우리-긴테쓰)
63. ↑  2023(한신-오릭스)
64. ↑  1964(한신-난카이), 2003(한신-다이에), 2014(한신-소프트뱅크)
65. ↑  1985(한신-세이부)
66. ↑  1962(한신-도에이)
67. ↑  2005(한신-지바 롯데)
68. ↑  1999(주니치-다이에), 2011(주니치-소프트뱅크)
69. ↑  1954(주니치-니시테쓰), 1982(주니치-세이부), 1988(주니치-세이부), 2004(주니치-세이부)
70. ↑  2006(주니치-닛폰햄), 2007(주니치-닛폰햄)
71. ↑  1974(주니치-롯데), 2010(주니치-지바 롯데)
72. ↑  1978(야쿠르트-한큐), 1995(야쿠르트-오릭스), 2021(야쿠르트-오릭스), 2022(야쿠르트-오릭스)
73. ↑  2015(야쿠르트-소프트뱅크)
74. ↑  1992(야쿠르트-세이부), 1993(야쿠르트-세이부), 1997(야쿠르트-세이부)
75. ↑  2001(야쿠르트-긴테쓰)
76. ↑  2017(DeNA-소프트뱅크), 2024(DeNA-소프트뱅크)
77. ↑  1998(요코하마-세이부)
78. ↑  1960(다이요-다이마이)
79. ↑  1975(히로시마-한큐), 1984(히로시마-한큐)
80. ↑  2018(히로시마-소프트뱅크)
81. ↑  1986(히로시마-세이부), 1991(히로시마-세이부)
82. ↑  2016(히로시마-닛폰햄)
83. ↑  1979(히로시마-긴테쓰), 1980(히로시마-긴테쓰)
84. ↑  1950(쇼치쿠-마이니치)

## 같이 보기
- 아시아 시리즈
- 아시아 프로야구 챔피언십
- 클라이맥스 시리즈
- 한일 클럽 챔피언십